# Isaac Newton
Sir Isaac Newton PRS (25 tháng 12 năm 1642 – 20 tháng 3 năm 1726 (lịch cũ)) là một nhà toán học, nhà vật lý, nhà thiên văn học, nhà thần học, và tác giả (ở thời của ông được gọi là "nhà triết học tự nhiên") người Anh, người được công nhận rộng rãi là một trong những nhà toán học vĩ đại nhất và nhà khoa học ảnh hưởng nhất mọi thời đại và là một hình ảnh điển hình trong cách mạng khoa học. Luận thuyết của ông Philosophiæ Naturalis Principia Mathematica (tạm dịch: Các Nguyên lý Toán học của Triết học Tự nhiên), xuất bản lần đầu năm 1687, đã đặt ra nền tảng cho cơ học cổ điển. Newton cũng có các đóng góp quan trọng cho quang học, và cùng với Gottfried Wilhelm Leibniz là những người phát triển lên phép tính vi tích phân vô cùng bé.
Trong Principia, Newton thiết lập các định luật về chuyển động và định luật vạn vật hấp dẫn đã thống trị các quan điểm vật lý học và khoa học trong hơn hai trăm năm trước khi bị thay thế bởi thuyết tương đối. Newton đã sử dụng công cụ toán học của ông để miêu tả lực hấp dẫn và suy luận ra các định luật Kepler về chuyển động thiên thể, giải thích hiện tượng thủy triều, tính toán đường đi của các sao chổi, sự tiến động của điểm xuân phân và các hiện tượng khác, loại bỏ hết các nghi ngờ về thuyết nhật tâm của hệ Mặt Trời. Ông chứng minh rằng chuyển động của các vật thể trên Trái Đất và các thiên thể được miêu tả bởi cùng các nguyên lý. Lập luận của Newton về Trái Đất là một hình phỏng cầu sau đó đã được xác nhận bằng các đo đạc trắc địa bởi Maupertuis, La Condamine, và những người khác, thuyết phục hầu hết các nhà khoa học châu Âu về tính ưu việt của cơ học Newton so với các hệ thống trước đó.
Newton đã chế tạo kính thiên văn phản xạ thực tế đầu tiên và phát triển một lý thuyết phức tạp về màu sắc dựa trên quan sát rằng một lăng kính phân tách ánh sáng trắng thành các màu của quang phổ nhìn thấy được. Công trình nghiên cứu về ánh sáng của ông đã được tập hợp trong cuốn sách có ảnh hưởng lớn Opticks, xuất bản năm 1704. Ông cũng đưa ra định luật thực nghiệm về sự tiêu tán nhiệt, thực hiện phép tính lý thuyết đầu tiên về tốc độ âm thanh và đưa ra khái niệm về chất lỏng Newton. Ngoài nghiên cứu về phép tính vi tích phân, nhà toán học Newton đã đóng góp vào việc nghiên cứu chuỗi lũy thừa, khái quát định lý nhị thức cho số mũ không nguyên, phát triển phương pháp tính gần đúng tìm nghiệm thực của một hàm số và phân loại hầu hết các đường cong phẳng bậc ba.
Newton là một thành viên của trường Trinity College và đảm nhiệm chức danh giáo sư toán học Lucas thứ hai tại đại học Cambridge. Ông là một người sùng đạo Kitô hữu không chính thống, và cũng không thừa nhận học thuyết về chúa Ba Ngôi một cách kín đáo. Không như những thành viên khác của khoa Cambridge thời đó, ông đã từ chối nhận chức Thánh trong Giáo hội Anh. Ngoài nghiên cứu về khoa học toán học, Newton đã dành phần lớn thời gian của mình cho việc nghiên cứu về thuật giả kim và niên đại Kinh thánh, nhưng hầu hết các công trình của ông trong các lĩnh vực đó vẫn chưa được xuất bản cho đến rất lâu sau khi ông qua đời. Về mặt chính trị và cá nhân gắn liền với đảng Whig, Newton đã phục vụ hai nhiệm kỳ ngắn với tư cách là nghị sĩ Quốc hội của đại học Cambridge, vào các năm 1689–1690 và 1701–1702. Ông được Nữ vương Anne phong tước hiệp sĩ vào năm 1705 và trải qua ba thập kỷ cuối cùng của cuộc đời mình ở Luân Đôn, phục vụ với tư cách là người đứng đầu (Warden of the Mint) (1696–1699) và chủ tịch (Master of the Mint) (1699–1727) của Sở đúc tiền Hoàng gia (Royal Mint), cũng như là chủ tịch của Hội Hoàng gia (1703 –1727).

## Cuộc đời

### Tuổi trẻ
Isaac Newton được sinh ra (theo lịch Julius, đang được sử dụng ở Anh vào thời điểm đó) vào ngày Giáng sinh, 25 tháng 12 năm 1642 (lịch mới là ngày 4 tháng 1 năm 1643) "một hoặc hai giờ sau nửa đêm", tại trang viên Woolsthorpe ở Woolsthorpe-by-Colsterworth, một ngôi làng ở hạt Lincolnshire. Cậu bé bị sinh non và những người có mặt lúc ấy nghĩ rằng Newton không thể sống được. Cậu chưa một lần nhìn thấy mặt cha, do cha mình – một nông dân cũng tên là Isaac Newton, mất trước khi cậu sinh ra ba tháng. Newton là một trẻ sơ sinh bé nhỏ, theo mẹ của ông là bà Hannah Ayscough thì cậu có thể cho vừa vào một chiếc cốc to bằng một quart (hơn 1 lít). Khi Newton lên ba, mẹ cậu tái hôn và đến sống với người chồng mới, mục sư Barnabas Smith, để lại con trai cho bà ngoại, Margery Ayscough (nhũ danh Blythe) chăm sóc. Newton không thích cha dượng của mình và có ác cảm với mẹ mình, dựa trên một tội trong danh sách những tội lỗi cậu đã phạm cho đến tuổi 19: "Threatening my father and mother Smith to burn them and the house over them" (Doạ cha tôi và mẹ tôi — Smith sẽ thiêu sống họ và đốt nhà của họ). Mẹ của Newton có ba người con (Mary, Benjamin và Hannah) từ cuộc hôn nhân thứ hai.
Khi cậu ở tuổi từ khoảng 12 đến 17, cậu học tại King's School, Grantham, nơi mà cậu học tiếng Latinh và tiếng Hy Lạp và có thể là một nền tảng quan trọng cho việc học toán. Sau đó, Newton rời khỏi trường và đến tháng 10 năm 1659, cậu có mặt tại Woolsthorpe-by-Colsterworth, nơi mà mẹ cậu, lần thứ hai góa bụa, đã cố gắng thuyết phục cậu trở thành một nông dân. Nhưng Newton lại ghét việc đồng áng. Henry Stocks, thầy của cậu tại King's School, đã thuyết phục mẹ ông cho cậu quay trở lại trường học để cậu có thể tiếp tục việc học của mình. Newton đã trở thành một trong những học sinh đứng đầu trường, một phần vì muốn trả đũa những học sinh đã bắt nạt cậu vượt lên thành một học sinh ưu tú bằng việc làm ra những đồng hồ Mặt Trời và tạo các mô hình cối xay gió.
Vào tháng 6 năm 1661, Newton được gửi tới Trường đại học Trinity, Cambridge theo như đề xuất của một người thân và cũng là cựu sinh viên của trường này – William Ayscough. Ban đầu ông làm các công việc lặt vặt được trả thù lao như một người giúp việc cho đến khi cậu được trao học bổng vào năm 1664, đảm bảo cho cậu thêm bốn năm cho đến khi có thể lấy được bằng tốt nghiệp đại học. Vào thời điểm đó, giáo trình của ngôi trường dựa trên triết học của Aristoteles, nhưng cậu nhanh chóng bị cuốn hút bởi toán học của Descartes, thiên văn học của Galileo và Thomas Street mà qua đó cậu đọc được các nghiên cứu của Kepler. Newton đã viết một loạt các câu hỏi ("Quaestiones") về triết học cơ học trong thời gian này. Năm 1665, cậu phát hiện ra định lý nhị thức tổng quát và bắt đầu phát triển một lý thuyết toán học mà sau này trở thành vi tích phân. Ngay sau khi Newton lấy bằng cử nhân vào tháng 8 năm 1665, trường đại học tạm thời đóng cửa để đề phòng đại dịch hạch. Mặc dù cậu không được đánh giá cao khi còn là sinh viên Cambridge, các nghiên cứu riêng của Newton tại nhà ở Woolsthorpe trong hai năm sau đó đã chứng kiến sự phát triển các lý thuyết của ông về vi tích phân, quang học và định luật hấp dẫn.
Vào tháng 4 năm 1667, cậu quay trở lại Cambridge và vào tháng 10 được nhận làm giảng viên của Trinity. Các nghiên cứu sinh được yêu cầu trở thành linh mục được thụ phong, mặc dù điều này không được thực hiện trong những năm tái thiết và chỉ cần họ tuân theo giáo hội Anh là đủ. Tuy nhiên, đến năm 1675, vấn đề này không thể tránh khỏi và lúc đó những quan điểm khác thường của cậu đã gây cản trở. Tuy nhiên, Newton đã tránh được điều đó bằng cách xin phép đặc biệt từ nhà vua Charles II của Anh.
Các nghiên cứu của cậu đã gây ấn tượng với giáo sư Lucas Isaac Barrow, người luôn lo lắng để phát triển tiềm năng quản trị và tôn giáo của riêng mình (ông trở thành hiệu trưởng của trường Trinity hai năm sau đó); năm 1669 Newton kế nhiệm chức danh giáo sư Lucas của ông, chỉ một năm sau khi nhận bằng Thạc sĩ. Ông được bầu làm thành viên của Hội Hoàng gia London (FRS) vào năm 1672.

### Trung niên

#### Toán học

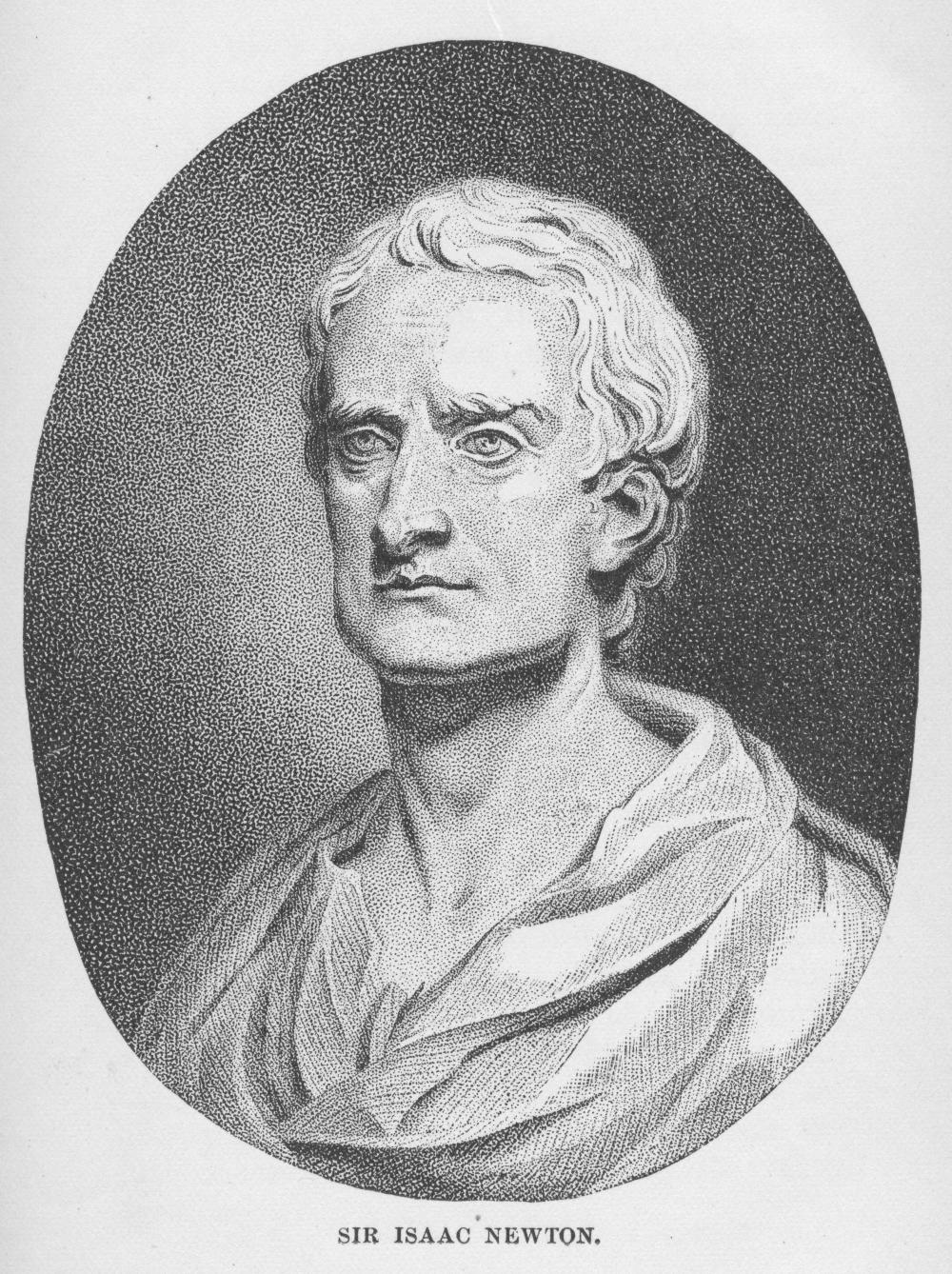
Sir Isaac Newton

Công trình của Newton đã được cho là "thúc đẩy rõ rệt mọi ngành toán học được nghiên cứu sau đó." Công trình của ông về chủ đề này thường được gọi là thông lượng (fluxion) hoặc phép tính (calculus), được thấy trong một bản thảo vào tháng 10 năm 1666, hiện đã được xuất bản trong số các bài báo toán học của Newton. Tác giả của bản thảo De analysi per aequationes numro terminorum infinitas, do Isaac Barrow gửi đến nhà toán học John Collins vào tháng 6 năm 1669, được Barrow xác nhận trong một bức thư gửi cho Collins vào tháng 8 năm đó là "[...] của một thiên tài phi thường và thành thạo những thứ này."
Newton sau đó đã tham gia vào một cuộc tranh luận với Leibniz về ai là người đầu tiên phát triển phép tính vi tích phân (cuộc tranh luận về phép tính vi tích phân Leibniz–Newton). Hầu hết các nhà sử học hiện đại tin rằng Newton và Leibniz đã phát triển phép tính một cách độc lập, mặc dù với các ký hiệu toán học rất khác nhau. Đôi khi người ta cho rằng Newton hầu như không công bố gì về nó cho đến năm 1693, và không đưa ra miêu tả đầy đủ cho đến năm 1704, trong khi Leibniz bắt đầu xuất bản một bản thảo đầy đủ về các phương pháp của mình vào năm 1684. Ký hiệu của Leibniz và phương pháp vi phân, ngày nay được sử dụng và công nhận rộng rãi hơn, được chấp nhận bởi các nhà toán học lục địa châu Âu, và sau 1820 hoặc hơn, cũng bởi các nhà toán học Anh.
Nghiên cứu của ông sử dụng rộng rãi phép tính vi tích phân ở dạng hình học dựa trên các giá trị giới hạn của tỷ số các đại lượng vô cùng bé: trong chính quyển Principia, Newton đã chứng minh điều này dưới tên "phương pháp của tỷ lệ đầu tiên và tỷ lệ cuối cùng" và giải thích lý do tại sao ông trình bày ở dạng này, với ghi chú rằng "tại đây điều tương tự được thực hiện như bằng phương pháp phân chia."
Bởi vì điều này, Principia đã được gọi là "một cuốn sách dày về lý thuyết và ứng dụng của phép tính vô cùng bé" trong thời hiện đại và trong thời của Newton là "gần như tất tần tật về phép tính này." Việc sử dụng của ông về các phương pháp liên quan đến "một hoặc nhiều bậc của đại lượng nhỏ vô cùng nhỏ" được trình bày trong De motu corporum in gyrum của ông năm 1684 và trong các bài báo về chuyển động của ông "trong hai thập kỷ trước năm 1684".

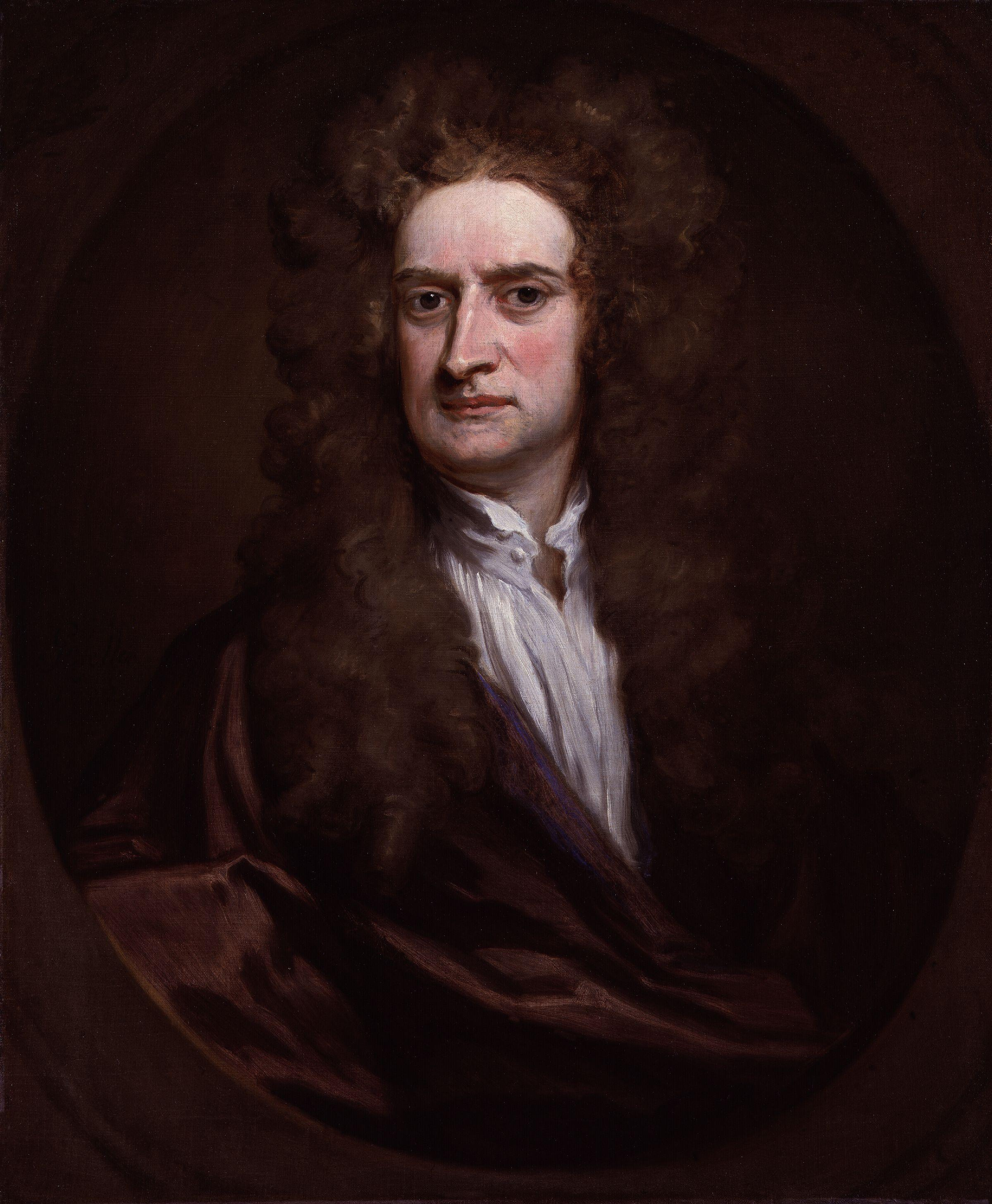
Newton năm 1702 vẽ bởi Godfrey Kneller

Newton đã miễn cưỡng xuất bản phép tính của mình vì ông sợ các tranh cãi và chỉ trích. Ông thân thiết với nhà toán học Thụy Sĩ Nicolas Fatio de Duillier. Năm 1691, Duillier bắt đầu viết một ấn bản mới của Principia, và trao đổi thư từ với Leibniz. Năm 1693, mối quan hệ giữa Duillier và Newton trở nên xấu đi và cuốn sách không bao giờ được hoàn thành.
Bắt đầu từ năm 1699, các thành viên khác của Hội Hoàng gia đã buộc tội Leibniz sao chép các nghiên cứu của Newton. Cuộc tranh cãi sau đó bùng phát mạnh mẽ vào năm 1711 khi Hội Hoàng gia tuyên bố trong một nghiên cứu rằng chính Newton mới là người phát hiện ra và gán cho Leibniz là một kẻ lừa đảo; sau đó người ta thấy rằng Newton đã viết các nhận xét kết luận của nghiên cứu về Leibniz. Do đó, cuộc tranh cãi gay gắt bắt đầu đã làm cuộc đời của cả Newton và Leibniz bị hủy hoại cho đến khi Leibniz qua đời vào năm 1716.
Newton được công nhận với khám phá về định lý nhị thức tổng quát, áp dụng đối với bất kỳ số mũ nào. Ông cũng khám phá ra đồng nhất thức Newton, phương pháp Newton, phân loại các đường cong phẳng bậc ba (đa thức bậc ba có hai biến số), đóng góp đáng kể vào lý thuyết sai phân hữu hạn và là người đầu tiên sử dụng chỉ số phân số và sử dụng hệ tọa độ để tìm ra các nghiệm của phương trình Diophantos. Ông đã tính gần đúng tổng từng phần của chuỗi điều hòa bằng logarit (tiền thân của công thức tính tổng của Euler) và là người đầu tiên tự tin sử dụng chuỗi lũy thừa và nghịch đảo của chuỗi. Công trình của Newton về chuỗi vô hạn được lấy cảm hứng từ số thập phân của Simon Stevin.
Khi Newton nhận bằng thạc sĩ và trở thành thành viên của "Hội Chúa Ba Ngôi Thần Thánh và Không phân chia" vào năm 1667, ông đã cam kết rằng "Tôi sẽ đặt Thần học làm đối tượng nghiên cứu của mình và sẽ thực hiện các mệnh lệnh thánh trong thời gian quy định của các quy chế này [7 năm] có hiệu lực, nếu không tôi sẽ từ chức khỏi hội." Cho đến thời điểm này, ông vẫn chưa nghĩ nhiều về tôn giáo và đã hai lần ký vào thỏa thuận với ba mươi chín điều khoản, cơ sở của học thuyết Giáo hội Anh.
Ông được bổ nhiệm chức danh giáo sư toán học Lucas vào năm 1669, theo đề nghị của Barrow. Trong thời gian đó, bất kỳ thành viên nào của một trường cao đẳng tại Cambridge hoặc Oxford đều phải nhận chức thánh và trở thành một linh mục Anh giáo được truyền chức. Tuy nhiên, các điều khoản của chức vụ giáo sư Lucas yêu cầu người nắm giữ chức danh không được hoạt động trong nhà thờ - có lẽ là để có nhiều thời gian hơn cho khoa học. Newton lập luận rằng từ điều này nên miễn cho ông ta khỏi yêu cầu trở thành linh mục, và vua Charles II, người quyết định đặc ân, đã chấp nhận đề xuất này. Do đó, xung đột giữa quan điểm tôn giáo của Newton và chính thống của Anh giáo đã không xảy ra.

#### Quang học

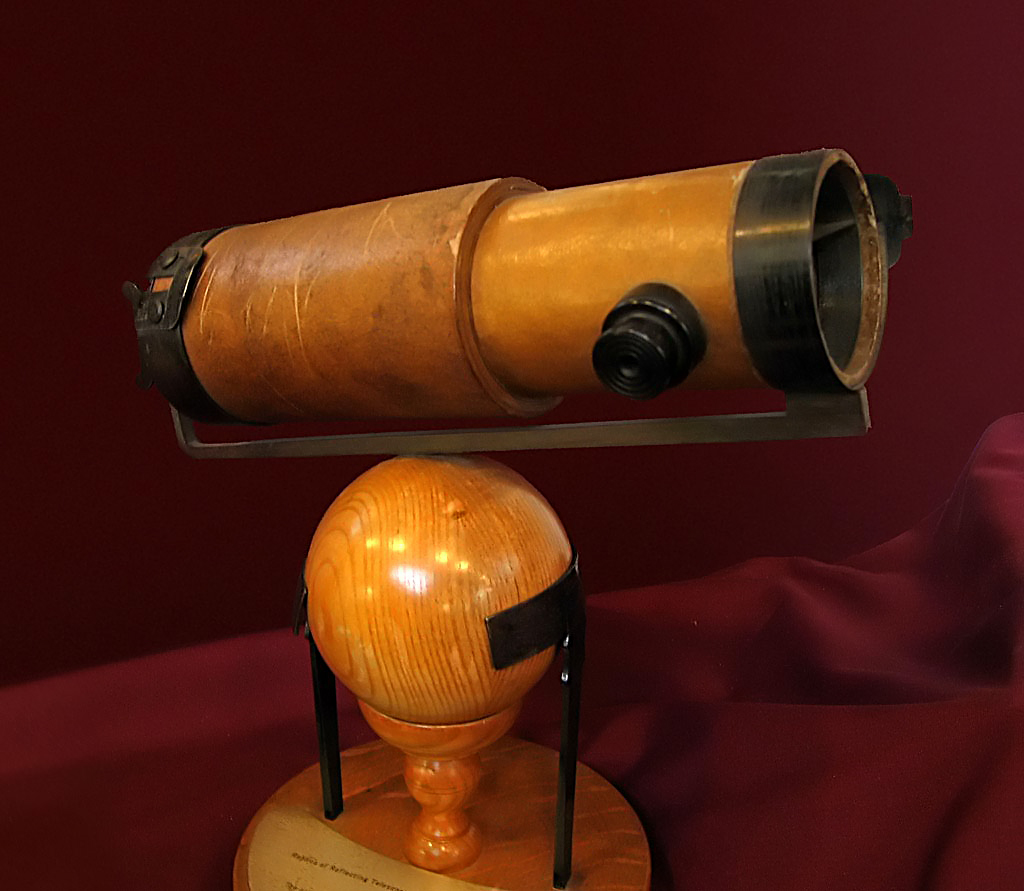
Bản sao của kính thiên văn phản xạ của Newton, mà ông đưa ra trước Hội Hoàng gia vào năm 1672

Năm 1666, Newton quan sát thấy quang phổ của màu sắc thoát ra khỏi lăng kính ở vị trí có độ lệch cực tiểu là thuôn dài, ngay cả khi tia sáng đi vào lăng kính là hình tròn, nghĩa là lăng kính khúc xạ các màu khác nhau theo các góc khác nhau. Điều này khiến ông kết luận rằng màu sắc là một thuộc tính nội tại của ánh sáng - một điểm mà cho đến lúc đó vẫn còn là một vấn đề tranh luận.
Từ 1670 đến 1672, Newton giảng về quang học. Trong thời kỳ này, ông đã nghiên cứu sự khúc xạ của ánh sáng, chứng minh rằng quang phổ nhiều màu do lăng kính tạo ra có thể được tổng hợp bằng thấu kính và lăng kính thứ hai để chuyển thành ánh sáng trắng. Các học giả hiện đại đã phát hiện ra rằng nghiên cứu phân tích và tái tổng hợp ánh sáng trắng của Newton có liên hệ với thuật giả kim cũng được ông nghiên cứu.
Ông đã chỉ ra rằng ánh sáng có màu không thay đổi tính chất của nó bằng cách tách ra một chùm màu và chiếu nó lên các vật thể khác nhau, và bất kể là phản xạ, tán xạ hay truyền đi, ánh sáng vẫn có cùng một màu. Do đó, ông nhận thấy rằng màu sắc là kết quả của các vật thể tương tác với ánh sáng đã có màu chứ không phải là các vật thể tự tạo ra màu sắc. Đây được gọi là lý thuyết về màu sắc của Newton.

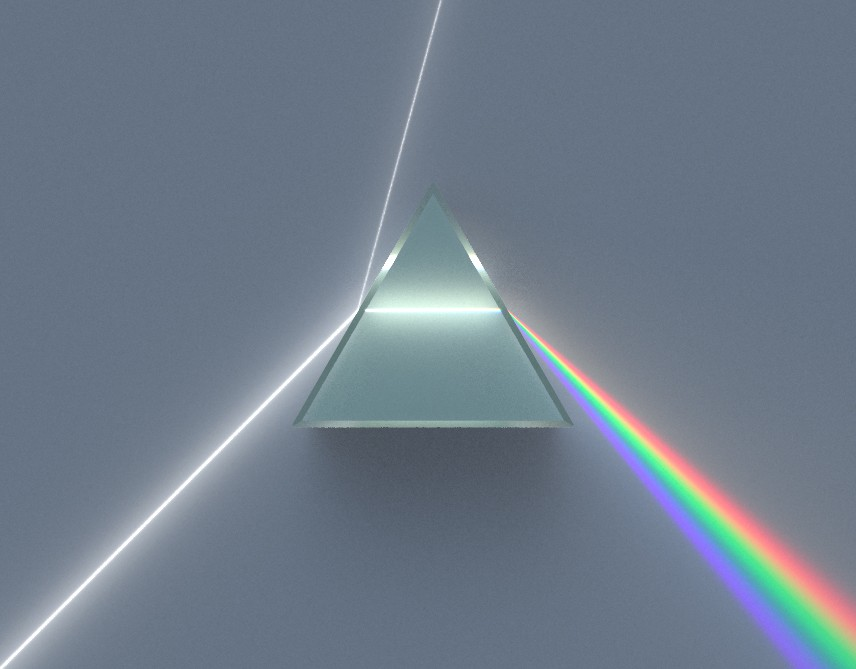
Minh họa một lăng kính tán sắc tách một chùm ánh sáng trắng thành quang phổ nhiều màu, như Newton đã khám phá ra.

Từ công trình nghiên cứu này, ông kết luận rằng thấu kính của bất kỳ kính thiên văn khúc xạ nào cũng sẽ bị phân tán ánh sáng thành nhiều màu sắc (sắc sai, chromatic aberration). Để chứng minh cho khái niệm này, ông đã chế tạo một kính thiên văn bằng cách sử dụng gương phản chiếu thay vì thấu kính làm vật kính để vượt qua vấn đề đó. Dựa vào thiết kế, kính thiên văn có chức năng phản xạ đầu tiên được xây dựng, ngày nay được gọi là kính thiên văn Newton, liên quan đến việc giải quyết vấn đề về vật liệu gương phù hợp và kỹ thuật tạo hình. Newton đã tự mài gương từ một thành phần tùy chỉnh của miếng gương kim loại có độ phản xạ cao, sử dụng hiện tượng các vòng Newton để đánh giá chất lượng quang học cho kính thiên văn của ông. Cuối năm 1668, ông làm xong chiếc kính thiên văn phản xạ đầu tiên này. Nó dài khoảng 8 inch và cho hình ảnh rõ ràng và lớn hơn. Năm 1671, hội Hoàng gia yêu cầu trình diễn kính thiên văn phản xạ của ông. Sự quan tâm của họ đã khuyến khích ông xuất bản các ghi chú của mình, thành cuốn Of Colors, mà sau này ông mở rộng thành tác phẩm Opticks. Khi Robert Hooke phê bình một số ý tưởng của Newton, Newton đã bị xúc phạm đến mức ông rút lui khỏi cuộc tranh luận công khai. Newton và Hooke đã có những cuộc trao đổi ngắn vào năm 1679–80, khi Hooke, được chỉ định quản lý thông tấn của hội Hoàng gia, mở ra một loạt trao đổi thư từ nhằm gợi ý những đóng góp từ Newton cho các tạp chí của hội Hoàng gia, đã có tác dụng thúc đẩy Newton nghiên cứu chứng minh rằng dạng elip của quỹ đạo hành tinh sẽ là kết quả của lực hướng tâm tỷ lệ nghịch với bình phương của vectơ bán kính. Nhưng hai người nói chung vẫn giữ quan hệ không tốt cho đến khi Hooke qua đời.

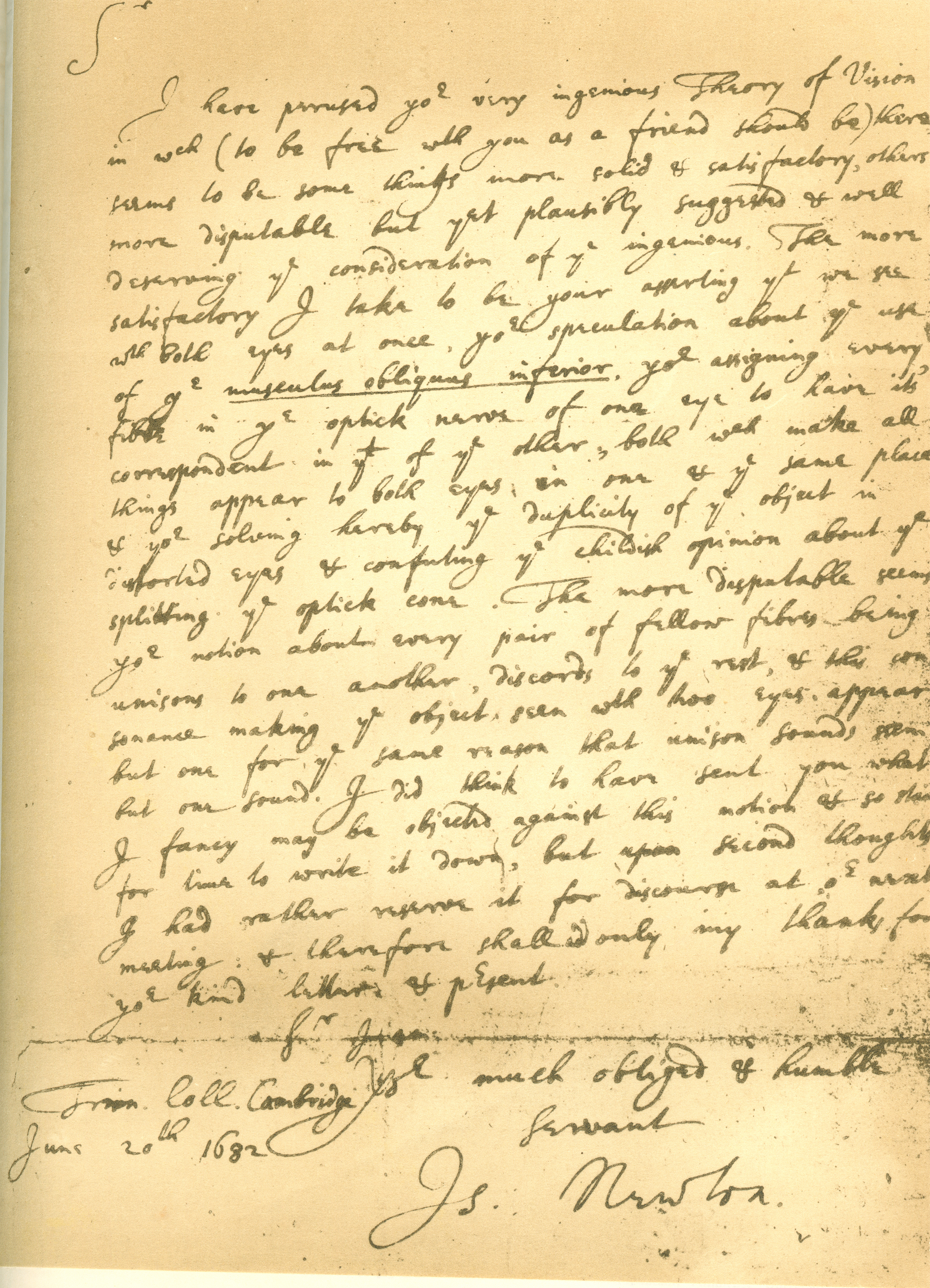
Bản sao bức thư năm 1682 của Isaac Newton gửi tiến sĩ William Briggs, bình luận về Lý thuyết mới về khả năng nhìn của Briggs.

Newton lập luận rằng ánh sáng bao gồm các hạt hoặc tiểu thể, mà chúng bị khúc xạ bằng cách gia tốc vào một môi trường đặc hơn. Ông dựa vào các sóng giống như âm thanh để giải thích các phần phản xạ và truyền lặp đi lặp lại của các màng mỏng (Opticks Bk.II, Props. 12), nhưng vẫn giữ lý thuyết của mình về 'sự phù hợp' sắp xếp các tiểu thể được phản xạ hoặc truyền đi (Props.13). Tuy nhiên, các nhà vật lý sau này ủng hộ cách giải thích ánh sáng thuần túy như dao động sóng để giải thích các vân giao thoa và hiện tượng nhiễu xạ nói chung. Cơ học lượng tử, photon ngày nay và ý tưởng về lưỡng tính sóng-hạt chỉ còn có một điểm tương đồng nhỏ với hiểu biết của Newton về ánh sáng trước đây.
Trong Giả thuyết về ánh sáng (Hypothesis of Light) năm 1675 của mình, Newton đã đặt ra sự tồn tại của ête để truyền lực giữa các hạt. Việc trao đổi với nhà triết học theo thuyết Platon ở Cambridge, Henry More đã làm sống lại mối quan tâm của ông đối với thuật giả kim. Ông đã thay thế ête bằng các lực huyền bí dựa trên ý tưởng của chủ nghĩa giáo điều (Hermeticism) về lực hút và lực đẩy giữa các hạt. John Maynard Keynes, người đã đọc nhiều bài viết của Newton về thuật giả kim, tuyên bố rằng "Newton không phải là người đầu tiên của thời đại lý tính: Ông là nhà ảo thuật cuối cùng." Sự quan tâm của Newton đối với thuật giả kim không thể tách rời khỏi những đóng góp của ông cho khoa học. Đây là thời điểm mà không có sự phân biệt rõ ràng giữa giả kim thuật và khoa học. Nếu ông không dựa vào ý tưởng huyền bí về tác dụng ở khoảng cách xa, xuyên qua chân không, ông có thể đã không phát triển lý thuyết về lực hấp dẫn của mình.
Năm 1704, Newton xuất bản cuốn Opticks, trong đó ông đã giải thích lý thuyết hạt ánh sáng của mình. Ông cho rằng ánh sáng được tạo thành từ các tiểu thể cực kỳ nhỏ, vật chất thông thường được tạo thành từ các tiểu thể thô hơn và suy đoán rằng thông qua một loại biến đổi giả kim "phải chăng Vật thể thô và vật thể Ánh sáng có thể chuyển đổi thành một vật thể khác,... và liệu Vật thể nhận được nhiều Hoạt động từ các Hạt ánh sáng đi vào Thành phần của chúng?" Newton cũng chế tạo một dạng nguyên thủy của máy phát tĩnh điện chà sát, sử dụng một quả cầu thủy tinh.
Trong cuốn sách Opticks, Newton là người đầu tiên đưa ra một sơ đồ sử dụng lăng kính làm bộ mở rộng chùm và cũng sử dụng mảng nhiều lăng kính. Khoảng 278 năm sau thảo luận của Newton, bộ mở rộng chùm tia đa lăng kính đã trở thành trung tâm cho sự phát triển của laser có thể điều chỉnh độ rộng đường hẹp. Ngoài ra, việc sử dụng các bộ mở rộng chùm này đã dẫn đến lý thuyết tán sắc đa lăng kính.
Sau Newton, nhiều điều đã được sửa đổi. Young và Fresnel đã kết hợp lý thuyết hạt của Newton với lý thuyết sóng của Huygens để chỉ ra rằng màu sắc là biểu hiện nhìn thấy được của bước sóng ánh sáng. Khoa học cũng dần dần nhận ra sự khác biệt giữa nhận thức về màu sắc và quang học miêu tả bằng toán học. Nhà thơ và nhà khoa học người Đức, Goethe, không thể làm rung chuyển nền tảng Newton nhưng "một lỗ hổng mà Goethe đã tìm thấy trong áo giáp của Newton, ... Newton đã tự kết luận với học thuyết rằng sự khúc xạ mà không xuất hiện màu sắc là không thể. Do vậy ông nghĩ rằng vật kính của kính thiên văn phải mãi mãi không hoàn hảo, hiện tượng vô sắc và khúc xạ không tương thích. Suy luận này được Dollond chứng minh là sai."

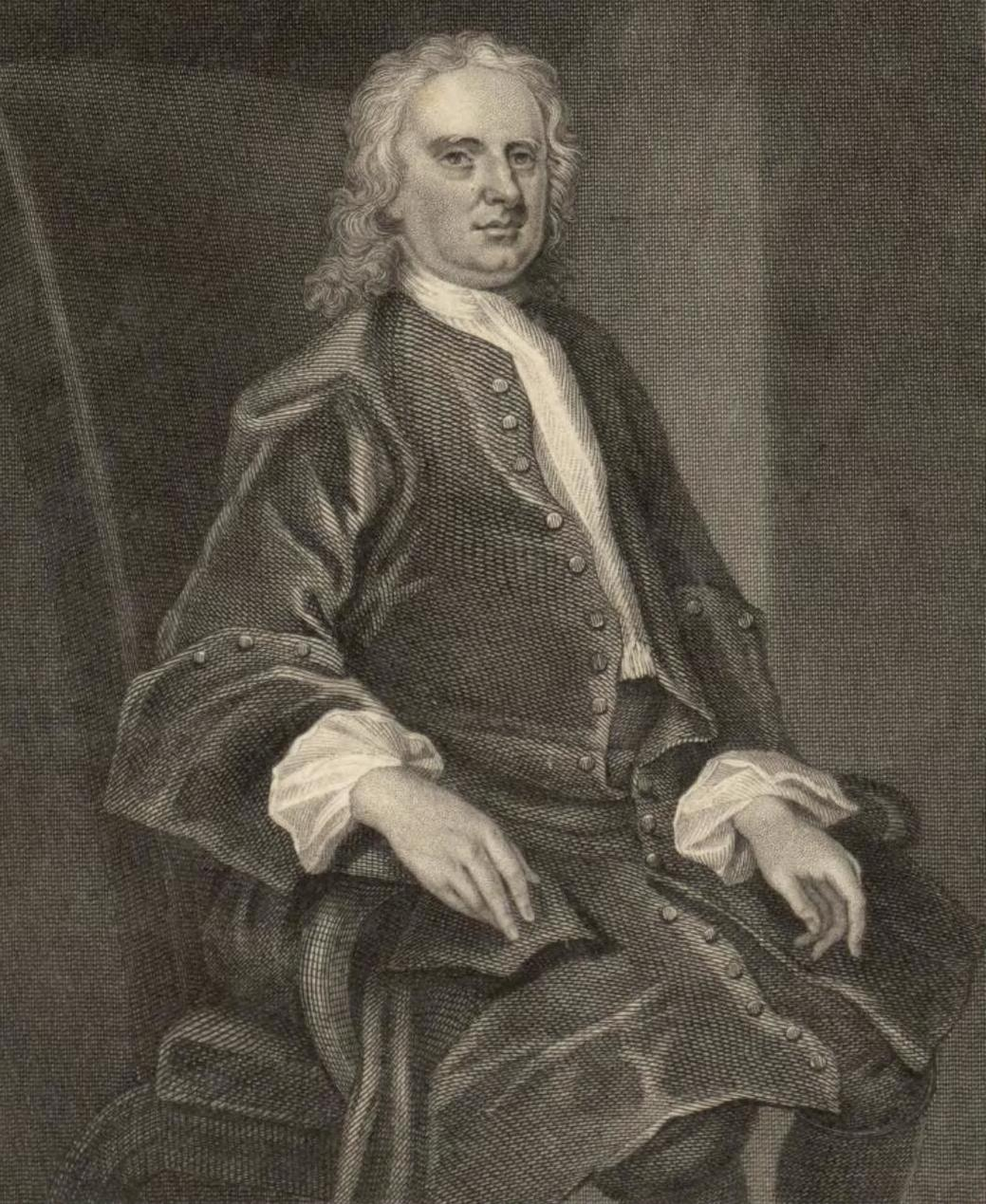
Điêu khắc chân dung Newton bởi John Vanderbank.

#### Cơ học và lực hấp dẫn

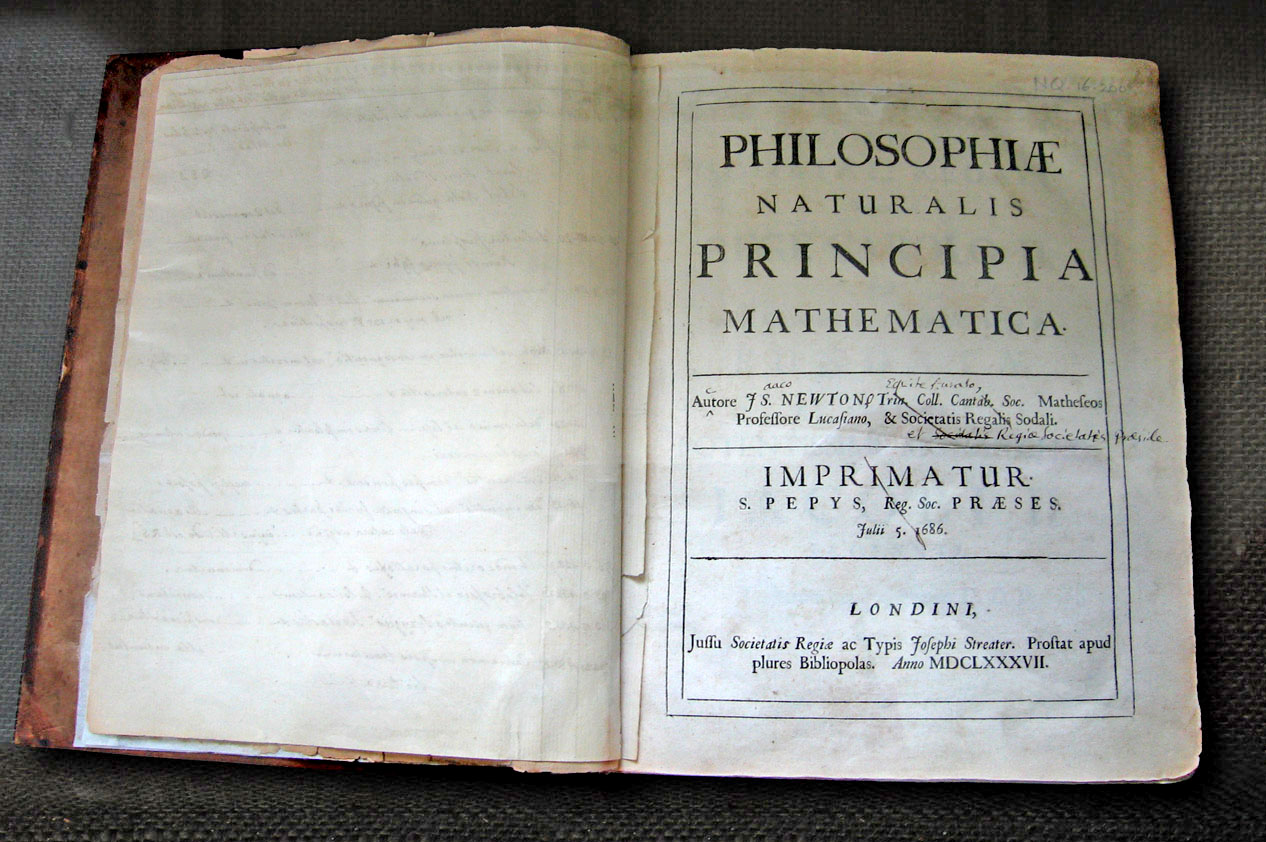
Bản sao Principia bởi chính Newton, với các hiệu đính lỗi bằng tay trong ấn bản lần hai, được lưu trữ ở thư viện Wren tại Trinity College, Cambridge.

Năm 1679, Newton quay trở lại nghiên cứu về cơ học thiên thể bằng cách xem xét lực hấp dẫn và ảnh hưởng của nó lên quỹ đạo của các hành tinh có tham chiếu đến định luật Kepler về chuyển động của hành tinh. Điều này một phần từ sự gợi mở trong các trao đổi thư từ ngắn vào năm 1679–80 của ông với Hooke, người đã được bổ nhiệm quản lý thông tấn của hội Hoàng gia, và người đã viết thư nhằm thu hút sự đóng góp của Newton cho các tạp chí của hội Hoàng gia. Sự quan tâm trở lại của Newton đối với các vấn đề thiên văn càng nhận được sự phấn khích hơn nữa khi xuất hiện một sao chổi vào mùa đông năm 1680–1681, nơi ông đã trao đổi thư từ với John Flamsteed. Sau khi trao đổi với Hooke, Newton đã tìm cách chứng minh hình dạng elip của quỹ đạo hành tinh sẽ là kết quả của lực hướng tâm tỷ lệ nghịch với bình phương của vectơ bán kính. Newton đã thông báo kết quả của mình đến Edmond Halley và hội Hoàng gia trong De motu corporum in gyrum, một bản thảo được viết trên khoảng chín trang đã được sao chép vào Sổ Đăng ký của hội Hoàng gia vào tháng 12 năm 1684. Bản thảo này chứa các ý tưởng trung tâm mà Newton đã phát triển và mở rộng để tạo thành Principia.
Principia được xuất bản vào ngày 5 tháng 7 năm 1687 với sự khuyến khích và giúp đỡ tài chính từ Edmond Halley. Trong công trình này, Newton đã phát biểu ba định luật chuyển động phổ quát. Cùng với nhau, các định luật này mô tả mối quan hệ giữa các vật thể bất kỳ, các lực tác động lên nó và chuyển động kết quả, đặt nền tảng cho cơ học cổ điển. Chúng đã đóng góp vào nhiều tiến bộ trong cuộc cách mạng công nghiệp diễn ra ngay sau đó và các định luật đứng vững trong hơn 200 năm. Nhiều tiến bộ trong số này tiếp tục là nền tảng của các công nghệ phi tương đối tính (có vận tốc nhỏ so với tốc độ ánh sáng) trong thế giới hiện đại. Ông sử dụng từ tiếng Latinh gravitas (trọng lượng) để chỉ hiệu ứng mà sau này gọi là lực hấp dẫn, và thiết lập lên định luật vạn vật hấp dẫn.
Cũng trong công trình này, Newton đã trình bày một phương pháp phân tích hình học giống như phép tính vi tích phân sử dụng 'tỷ lệ đầu tiên và tỷ lệ cuối cùng' cho quỹ đạo hành tinh, đưa ra kết quả phân tích đầu tiên (dựa trên định luật Boyle) về tốc độ âm thanh trong không khí, suy ra độ dẹt của hình cầu Trái đất, tính đến sự tiến động của điểm phân là kết quả của lực hấp dẫn giữa Mặt Trăng đối với phần phình ra của Trái đất, bắt đầu nghiên cứu lực hấp dẫn về những bất thường trong chuyển động của Mặt Trăng, cung cấp một lý thuyết để xác định quỹ đạo của sao chổi, và nhiều hơn nữa.
Newton đã làm rõ quan điểm nhật tâm của mình về hệ Mặt trời — được phát triển theo một cách gần hiện đại vì vào giữa những năm 1680, ông đã nhận ra "Mặt trời nằm lệch" khỏi khối tâm của hệ Mặt trời. Đối với Newton, trung tâm của Mặt trời hay bất kỳ thiên thể nào khác không thể được coi chính xác là ở trạng thái đứng yên, mà là "trọng tâm chung của Trái đất, Mặt trời và tất cả các Hành tinh được coi là trung tâm của hệ", và trọng tâm này "ở trạng thái nghỉ hoặc chuyển động đồng đều về phía trước theo một đường thẳng" (Newton đã chấp nhận thay thế "ở trạng thái nghỉ" theo quan điểm của sự đồng ý chung rằng trung tâm, dù nó ở đâu, đều ở trạng thái nghỉ).
Định đề của Newton về một lực vô hình có thể tác động trên một khoảng cách lớn dẫn đến việc ông bị phê bình vì giới thiệu các "khái niệm huyền bí" vào khoa học. Sau đó, trong ấn bản lần hai của quyển Principia (1713), Newton đã kiên quyết phản bác các chỉ trích như thế trong đoạn kết luận của bản thảo General Scholium, viết rằng chỉ cần các hiện tượng hàm ý một lực hấp dẫn như chúng đã xảy ra là đủ; nhưng cho đến nay vẫn chưa chỉ ra nguyên nhân của hiện tượng, và việc khuôn khổ của giả thuyết về sự vật không được hiện tượng ngụ ý là không cần thiết và không phù hợp. (Ở đây Newton đã sử dụng câu nói nổi tiếng về sau "tôi không đặt ra các giả thuyết").
Với cuốn Principia, Newton trở lên nổi tiếng khắp thế giới. Ông được cộng đồng các học giả ngưỡng mộ, bao gồm nhà toán học người Thụy Sĩ Nicolas Fatio de Duillier.

#### Phân loại các đường cong phẳng bậc ba
Năm 1710, Newton đã tìm thấy 72 trong 78 "kiểu" đường cong phẳng bậc ba và xếp chúng vào bốn loại khác nhau. Năm 1717, có khả năng từ sự giúp đỡ của Newton, James Stirling đã chứng minh được rằng mỗi đường cong phẳng bậc ba được xếp vào một trong bốn loại này. Newton cũng cho rằng bốn loại này có thể thu được từ phép chiếu xạ ảnh phẳng từ một trong bốn loại, và điều này đã được chứng minh vào năm 1731, bốn năm sau khi ông qua đời.

### Cuối đời

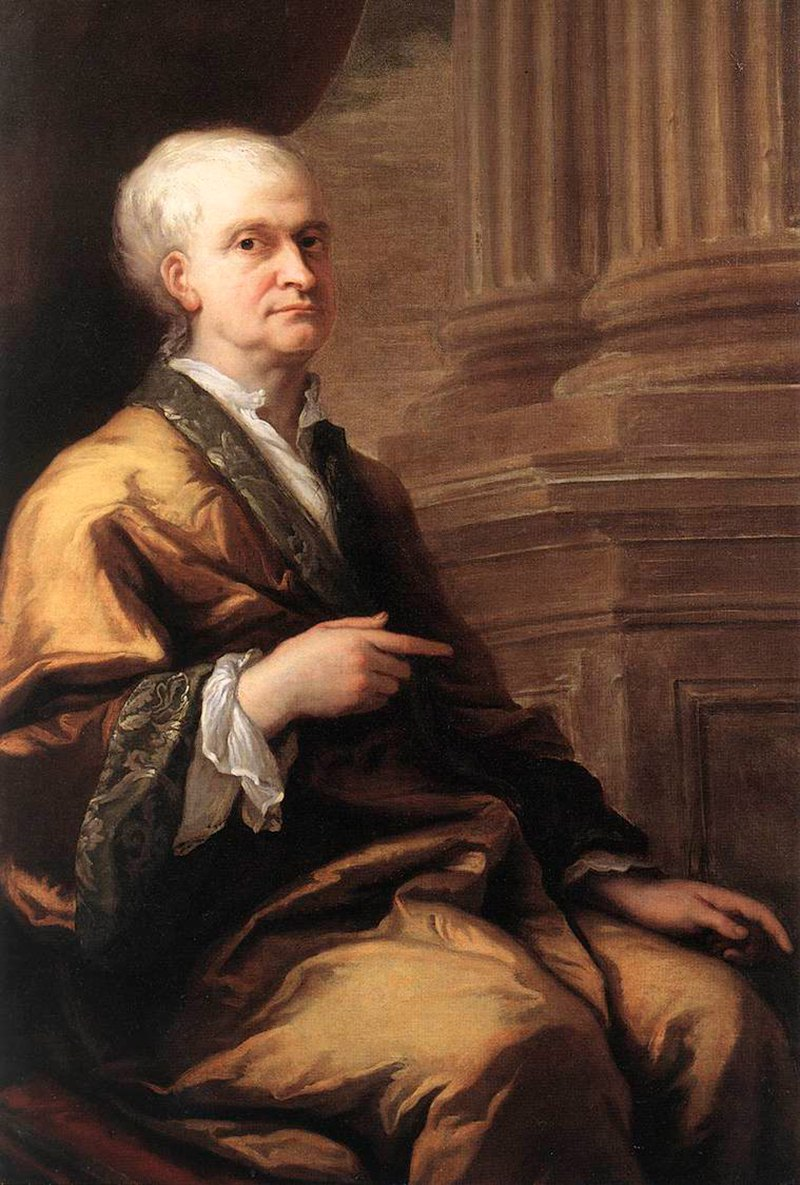
Isaac Newton lúc về già năm 1712, vẽ bởi Sir James Thornhill

Vào những năm 1690, Newton đã viết một số tác phẩm tôn giáo liên quan đến việc giải thích Kinh thánh theo nghĩa phàm tục và biểu tượng. Một bản thảo mà Newton gửi cho John Locke, trong đó ông nghi ngờ sự tin cậy của của cuốn kinh 1 John 5:7 — Johannine Comma — và sự tin cậy của nó với các bản thảo gốc của kinh Tân Ước, vẫn chưa được xuất bản cho đến tận năm 1785.
Newton cũng là thành viên của Nghị viện Anh cho Đại học Cambridge vào năm 1689 và 1701. Trong thời gian làm nghị sĩ, theo một số bản thảo ghi chép lại, ý kiến duy nhất của ông là phàn nàn về gió lạnh lùa vào trong phòng nghị viện và yêu cầu đóng cửa sổ lại. Tuy nhiên, như nhà khoa học người Cambridge Abraham de la Pryme ghi nhận là ông đã quở trách những sinh viên khi họ khiến người dân địa phương sợ hãi vì lan truyền đồn đại cho rằng một ngôi nhà bị ma ám.
Newton chuyển đến London để đảm nhận vị trí quản lý của Xưởng đúc tiền Hoàng gia vào năm 1696, một vị trí mà ông có được nhờ sự bảo trợ của Charles Montagu, Bá tước thứ nhất của Halifax, sau đó là Thủ hiến của Exchequer. Ông phụ trách công việc đúc lại tiền của nước Anh, theo sự giám sát của Huân tước Lucas, thống đốc của Tòa tháp, và đảm bảo công việc phó tổng điều hành chi nhánh Chester tạm thời cho Edmond Halley. Newton có lẽ được biết đến nhiều nhất khi trở thành chủ tịch của xưởng đúc tiền Hoàng gia vào năm 1699 khi Thomas Neale qua đời, vị trí ông giữ trong suốt 30 năm cuối của cuộc đời ông. Sự bổ nhiệm này tưởng chừng như chỉ trên danh nghĩa, nhưng Newton đã nghiêm túc thực hiện nhiệm vụ của mình. Ông kết thúc các nhiệm vụ ở Cambridge vào năm 1701, và thực hiện quyền hạn của mình để cải cách tiền tệ và trừng phạt những kẻ cắt xén và làm giả.
Với tư cách là quản lý, và sau đó là Chủ tịch của Xưởng đúc tiền Hoàng gia, Newton ước tính rằng 20% số tiền xu được làm lại trong thời kỳ khôi phục đồng xu năm 1696 là hàng giả. Làm hàng giả là tội phản quốc nghiêm trọng, có thể bị trừng trị bằng hình phạt là treo cổ, xẻo thịt và phanh thây. Mặc dù vậy, việc kết án những tên tội phạm sừng sỏ nhất có thể cực kỳ khó khăn, tuy nhiên, Newton đã chứng minh được nhiệm vụ của mình.
Cải trang thành khách quen của các quán bar và quán rượu, ông đã tự mình thu thập nhiều bằng chứng liên quan đến tội phạm làm tiền xu giả. Về tất cả các rào cản được đặt ra để truy tố và phân tách trách nhiệm của các đơn vị trong chính phủ, luật pháp Anh vẫn có những phong tục thẩm quyền cổ xưa và khó từ bỏ. Newton đã tự mình trở thành một thẩm phán hòa giải ở tất cả các quận xung quanh Đại London. Một dự thảo liên quan đến vấn đề này được đưa vào ấn bản cá nhân đầu tiên của Philosophiæ Naturalis Principia Mathematica tự Newton chắp bút, mà chắc hẳn ông đã sửa đổi vào thời điểm đó. Sau đó, ông tiến hành hơn 100 cuộc kiểm tra chéo các nhân chứng, người đưa tin và nghi phạm từ tháng 6 năm 1698 đến Giáng sinh năm 1699. Newton đã truy tố thành công 28 kẻ lừa đảo.

Phù hiệu của gia đình Newton ở Great Gonerby, Lincolnshire, sau đó được sử dụng bởi Sir Isaac.

Newton được bầu làm Chủ tịch Hội hoàng gia năm 1703 và thành viên của Viện Hàn lâm khoa học Pháp. Trên cương vị của mình tại hội Hoàng gia, Newton đã trở thành kẻ thù của John Flamsteed, nhà thiên văn học Hoàng gia, khi ông cho xuất bản quá sớm cuốn Historia Coelestis Britannica của Flamsteed, mà Newton đã sử dụng nội dung trong cuốn sách vào nghiên cứu của mình.
Vào tháng 4 năm 1705, Nữ vương Anne phong tước hiệp sĩ cho Newton trong một chuyến thăm hoàng gia tới Trinity College, Cambridge. Chức hiệp sĩ có thể được thúc đẩy bởi những cân nhắc chính trị liên quan đến cuộc bầu cử quốc hội vào tháng 5 năm 1705, hơn là bất kỳ sự công nhận nào về các nghiên cứu khoa học hoặc sự phụng sự của Newton với tư cách là chủ tịch xưởng đúc tiền. Newton là nhà khoa học thứ hai được phong hiệp sĩ, sau Francis Bacon.
Theo kết quả của một báo cáo do Newton viết vào ngày 21 tháng 9 năm 1717 cho các ủy viên của Ngân khố Hoàng gia, mối quan hệ lưỡng kim giữa đồng tiền vàng và đồng xu bạc đã bị thay đổi bởi tuyên bố của hoàng gia vào ngày 22 tháng 12 năm 1717, cấm trao đổi đồng guineas vàng lấy nhiều hơn 21 shilling bạc. Điều này vô tình dẫn đến tình trạng thiếu bạc vì các đồng bạc được sử dụng để thanh toán cho hàng nhập khẩu, trong khi xuất khẩu được thanh toán bằng vàng, đưa Anh từ chế độ bản vị bạc sang bản vị vàng đầu tiên một cách hiệu quả. Đã có một tranh luận xem liệu Newton thực sự có định làm điều này hay không. Có ý kiến cho rằng Newton coi công việc của mình tại xưởng đúc tiền là sự tiếp nối công việc giả kim của ông.
Newton đã đầu tư vào Công ty South Sea và mất khoảng 20.000 bảng Anh (4,4 triệu bảng Anh vào năm 2020) khi nó sụp đổ vào khoảng năm 1720.
Về cuối đời, Newton cư trú ở công viên Cranbury, gần Winchester với cháu gái và chồng của cô, cho đến khi ông qua đời vào năm 1727. Cháu gái cùng cha khác mẹ của ông, Catherine Barton Conduitt, từng là quản gia của ông trong các hoạt động xã hội tại ngôi nhà của ông trên phố Jermyn ở London; ông là " người bác rất yêu thương" của cô, theo bức thư của ông gửi cho cô khi cô đang hồi phục sau bệnh đậu mùa.

### Các quan hệ cá nhân
Mặc dù có tuyên bố cho rằng ông đã từng đính hôn, Newton chưa bao giờ kết hôn. Nhà văn và nhà triết học người Pháp Voltaire, người đang ở London vào thời điểm tang lễ của Newton, nói rằng ông "không bao giờ nhạy cảm với bất kỳ niềm đam mê nào, không chịu sự yếu đuối chung của nhân loại, cũng như không có bất kỳ quan hệ nào với phụ nữ - một hoàn cảnh khiến tôi tin tưởng được đảm bảo bởi bác sĩ và bác sĩ phẫu thuật, những người đã theo dõi ông trong những giây phút cuối cùng của ông ấy". Hiện nay niềm tin phổ biến rộng rãi rằng ông là một người đàn ông chưa từng có quan hệ với phụ nữ như được bình luận bởi các nhà toán học Charles Hutton, nhà kinh tế học John Maynard Keynes và nhà vật lý học Carl Sagan bình luận.
Newton đã có một tình bạn thân thiết với nhà toán học Thụy Sĩ Nicolas Fatio de Duillier, người mà ông đã gặp ở London vào khoảng năm 1689—một số thư từ của họ vẫn còn tồn tại. Mối quan hệ của họ kết thúc đột ngột và không giải thích được vào năm 1693, và cùng lúc đó Newton bị suy nhược thần kinh bao gồm việc gửi những bức thư vu cáo hoang đường cho những người bạn của mình là Samuel Pepys và John Locke - ghi chú của ông cho người sau bao gồm cáo buộc rằng Locke "đã cố gắng làm cho tôi khốn khổ".
Năm 2015, Steven Weinberg, người đoạt giải Nobel vật lý, đã gọi Newton là "một nhân vật phản diện khó chịu" và "một người xấu như một kẻ thù". Ông đặc biệt lưu ý thái độ của Newton đối với Robert Hooke và Gottfried Wilhelm Leibniz.

### Qua đời
Newton qua đời trong giấc ngủ ở London vào ngày 20 tháng 3 năm 1726 (lịch cũ: 20 tháng 3 năm 1726; lịch mới: 31 tháng 3 năm 1727). Thi hài của ông được chôn cất tại Tu viện Westminster. Voltaire có thể đã có mặt trong đám tang của ông. Là một người độc thân, ông đã chia phần lớn tài sản của mình cho người thân trong những năm cuối đời và qua đời không để lại di chúc. Giấy tờ của ông đã được chuyển cho John Conduitt và Catherine Barton. Sau khi ông qua đời, tóc của Newton đã được kiểm tra và phát hiện có chứa thủy ngân, có thể là do ông theo đuổi ngành giả kim thuật. Nhiễm độc thủy ngân có thể giải thích sự lập dị của Newton vào cuối đời.

## Sau khi qua đời

### Danh tiếng

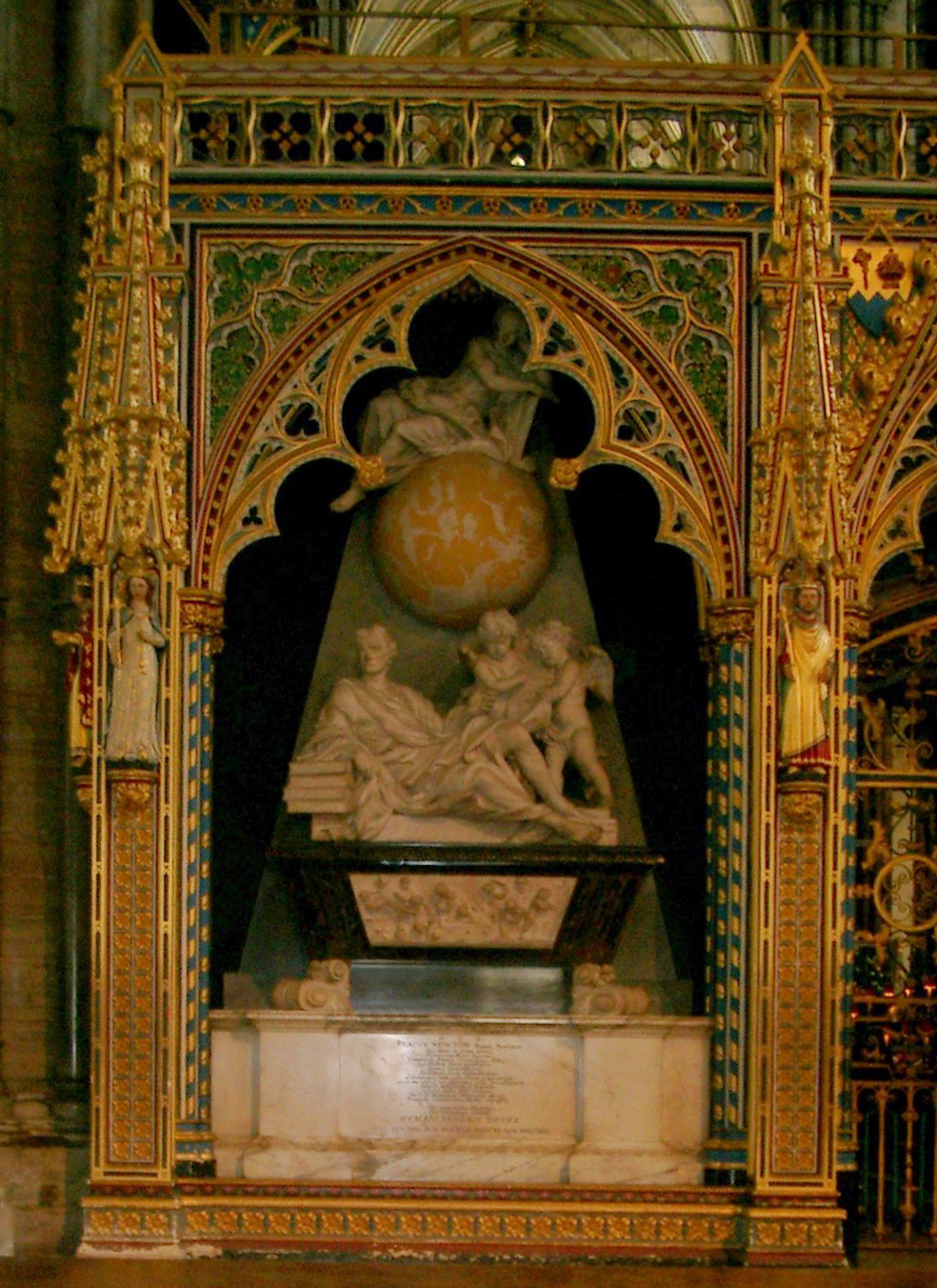
Tượng lăng mộ của Newton ở tu viện Westminster.

Nhà toán học Joseph-Louis Lagrange nói rằng Newton là thiên tài vĩ đại nhất từng được biết đến, và một lần còn nói thêm rằng Newton cũng là "người có phúc nhất, vì chúng ta không thể tìm thấy nhiều hơn một hệ thống của thế giới để thiết lập." Nhà thơ người Anh Alexander Pope đã viết văn bia nổi tiếng:
Tự nhiên và các quy luật của tự nhiên nằm ẩn trong màn đêm;
Chúa nói "Hãy để Newton đến" và tất cả đều bừng sáng.
Newton tương đối khiêm tốn về những thành tựu của mình, ông viết trong một bức thư cho Robert Hooke vào tháng 2 năm 1676, nói rằng "Nếu tôi có thể nhìn xa hơn thì đó là bằng cách đứng trên vai của những người khổng lồ."
Có hai nhà văn cho rằng đoạn trích dẫn ở trên, được viết vào thời điểm Newton và Hooke đang tranh cãi về những khám phá quang học, là một cuộc tấn công xoi mói vào Hooke (được cho là lùn và bị gù), chứ không phải - hoặc thêm vào đó - là một tuyên bố của khiêm tốn. Mặt khác, câu tục ngữ được biết đến rộng rãi về việc đứng trên vai những người khổng lồ, được nhà thơ thế kỷ XVII George Herbert (một nhà hùng biện trước đây của đại học Cambridge và là đồng nghiệp của Trinity College) viết trong Jacula Prudentum của ông (1651), vì điểm chính của nó là "một người lùn trên vai một người khổng lồ nhìn thấy xa hơn so với hai người đứng độc lập", và do đó tác dụng của nó như một phép loại suy sẽ đặt Newton chứ không phải Hooke là 'người lùn'.
Trong một cuốn hồi ký sau này, Newton đã viết:
Tôi không biết mình có thể xuất hiện với thế giới như thế nào, nhưng với bản thân tôi, tôi dường như chỉ giống như một cậu bé đang chơi trên bờ biển, và bản thân đột nhiên chuyển hướng và sau đó tìm thấy một viên sỏi nhẵn hơn hoặc một cái vỏ sò đẹp hơn bình thường, trong khi trước mắt tôi là một đại dương lớn chứa đựng tất cả sự thật chưa được khám phá.
Năm 1816, một chiếc răng được cho là của Newton đã được bán với giá £ 730 ( đô la Mỹ3,633) ở London cho một nhà quý tộc, người đã đặt nó trong một chiếc nhẫn.Sách Kỷ lục Guinness năm 2002 đã xếp nó là chiếc răng có giá trị nhất, trị giá khoảng 25.000 bảng Anh (35.700 đô la Mỹ) vào cuối năm 2001. Ai đã mua nó và ai hiện giữ nó vẫn chưa được tiết lộ.
Albert Einstein đã giữ một bức ảnh của Newton trên bức tường trong phòng nghiên cứu của mình cùng với những bức ảnh của Michael Faraday và James Clerk Maxwell. Trong một cuộc khảo sát năm 2005 với các thành viên của Hội Hoàng gia Anh (trước đây do Newton đứng đầu) hỏi ai có ảnh hưởng lớn hơn đến lịch sử khoa học, Newton hay Einstein, các thành viên cho rằng Newton đã có đóng góp tổng thể lớn hơn. Năm 1999, một cuộc thăm dò ý kiến của 100 nhà vật lý hàng đầu trên thế giới đã bình chọn Einstein là "nhà vật lý vĩ đại nhất từ trước đến nay", với Newton xếp thứ hai, trong khi một cuộc khảo sát song song về xếp hạng các nhà vật lý của trang PhysicsWeb đã trao vị trí đầu bảng cho Newton.
Đơn vị dẫn xuất SI của lực được đặt tên là Newton để vinh danh ông.

### Tưởng niệm

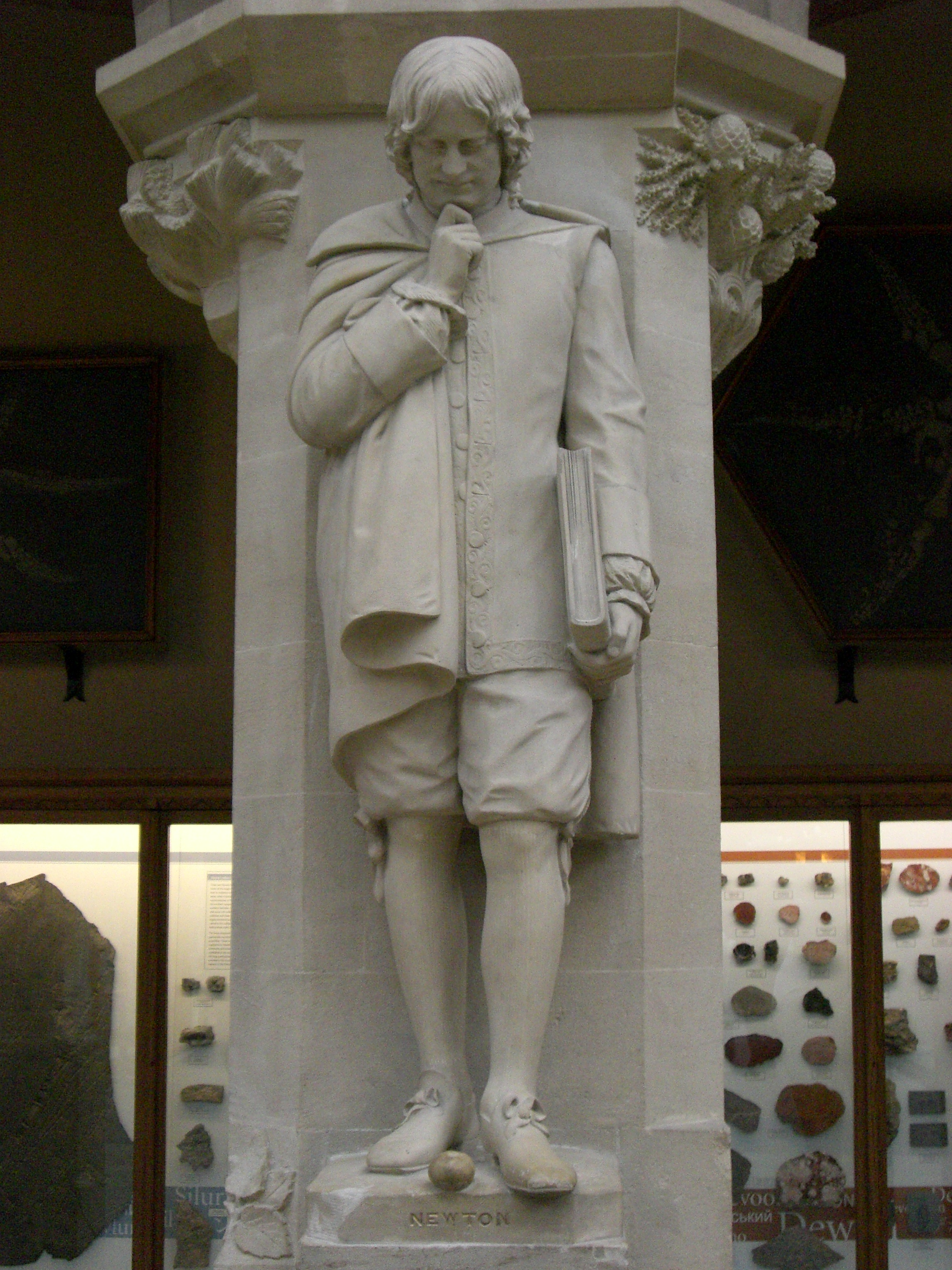
Tượng Newton đặt tại Bảo tàng Lịch sử Tự nhiên của Đại học Oxford.

Tượng đài của Newton (1731) có thể được nhìn thấy ở Tu viện Westminster, ở phía bắc của lối vào dàn hợp xướng đối diện với sân khấu dàn hợp xướng, gần lăng mộ của ông. Nó được thực hiện bởi nhà điêu khắc Michael Rysbrack (1694–1770) bằng đá cẩm thạch trắng và xám với thiết kế của kiến trúc sư William Kent. Tượng đài có hình Newton nằm trên đỉnh quan tài, khuỷu tay phải đặt trên một số cuốn sách vĩ đại của ông và tay trái hướng về một cuộn giấy có các hình vẽ toán học. Phía trên ông là một kim tự tháp và một thiên cầu thể hiện các chòm sao trên Hoàng đạo và đường đi của sao chổi năm 1680. Bên dưới ông là một tấm phù điêu mô tả các thiên thần sử dụng các dụng cụ như kính thiên văn và lăng kính. Dòng chữ Latin ở chân đế lăng mộ dịch là:
Nơi yên nghỉ của Isaac Newton, Hiệp sĩ, người bằng trí lực gần như thần thánh và các nguyên lý toán học đặc biệt của riêng mình, đã khám phá đường đi và hình dáng của các hành tinh, đường đi của sao chổi, thủy triều của biển, sự khác biệt trong tia sáng, và, điều mà không một học giả nào trước đây tưởng tượng, các đặc tính của màu sắc do đó tạo ra. Siêng năng, ngoan cường và trung thành, trong những lần giải thích thiên nhiên, sự cổ xưa và Kinh thánh, ông đã minh oan bằng triết lý của mình về sự uy nghi của Thiên Chúa hùng mạnh và tốt lành, đồng thời thể hiện sự đơn giản của Phúc âm trong cách cư xử của ông. Những người phàm trần vui mừng vì đã tồn tại một niềm vinh dự tuyệt vời như vậy cho loài người! Ông sinh ngày 25 tháng 12 năm 1642, và mất ngày 20 tháng 3 1726/1727.—Dịch từ G.L. Smyth, The Monuments and Genii of St. Paul's Cathedral, and of Westminster Abbey (1826), ii, 703–704.
Từ năm 1978 cho đến năm 1988, hình ảnh Newton do Harry Ecclestone thiết kế đã xuất hiện trên các tờ tiền Series D £ 1 do Ngân hàng Trung ương Anh phát hành (tờ 1 bảng Anh cuối cùng do Ngân hàng Anh phát hành). Newton xuất hiện trên mặt sau của các tờ giấy bạc với tay cầm một cuốn sách và đi kèm với một kính viễn vọng, một lăng kính và bản đồ của Hệ Mặt trời.

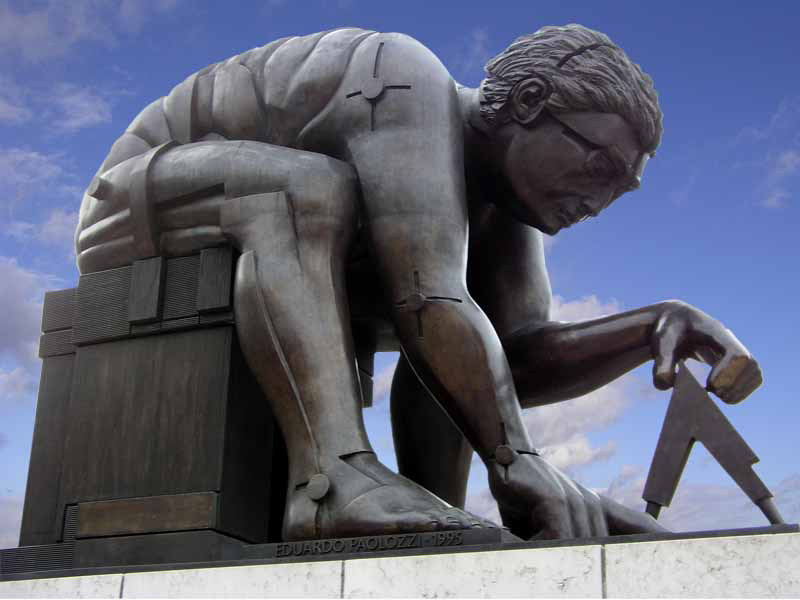
Newton, sau William Blake (1995) của Eduardo Paolozzi, bên ngoài thư viện Anh.

Một bức tượng của Isaac Newton, đang nhìn vào các sơ đồ vẽ bằng compa trên cuộn giấy dưới chân của mình, có thể được nhìn thấy tại Bảo tàng Lịch sử Tự nhiên của Đại học Oxford. Một bức tượng lớn bằng đồng, Newton, theo tên của William Blake, của Eduardo Paolozzi, tạo tác năm 1995 và lấy cảm hứng từ tranh khắc của Blake, nổi bật trên quảng trường của Thư viện Anh ở Luân Đôn.

## Quan điểm tôn giáo
Mặc dù sinh ra trong một gia đình Anh giáo, ở tuổi ba mươi, Newton đã giữ một đức tin Cơ đốc giáo mà nếu nó được công khai, sẽ không được Cơ đốc giáo chính thống coi là chính thống, với một sử gia gán cho ông là một người dị giáo.
Đến năm 1672, ông bắt đầu ghi chép các nghiên cứu thần học của mình vào sổ tay mà ông không cho ai xem và chỉ mới được kiểm tra gần đây. Chúng chứng tỏ kiến thức sâu rộng của ông về các tác phẩm của Giáo hội sơ khai và cho thấy rằng trong cuộc xung đột giữa Athanasius và Arius, vốn định nghĩa Kinh Tin kính, ông đã đứng về phía Arius, kẻ thua cuộc, người đã bác bỏ quan điểm truyền thống về Chúa Ba Ngôi. Newton "công nhận Đấng Christ là đấng trung gian thần thánh giữa Đức Chúa Trời và con người, Đấng phục tùng Đức Chúa Cha, Đấng đã tạo ra Ngài." Ông đặc biệt quan tâm đến lời tiên tri, nhưng đối với ông, "sự bội đạo lớn là chủ nghĩa ba ngôi."
Newton đã cố gắng không thành công để có được một trong hai học bổng miễn trừ cho người nắm giữ khỏi yêu cầu phong chức thánh. Cuối cùng vào năm 1675, ông nhận được mệnh lệnh từ chính phủ miễn cho ông và tất cả những người nắm giữ vị trí giáo sư Lucas trong tương lai khỏi nghĩa vụ của Giáo hội.
Trong mắt Newton, việc tôn thờ Đấng Christ như Đức Chúa Trời là thờ ngẫu tượng, đối với ông là tội lỗi cơ bản. Năm 1999, nhà sử học Stephen D. Snobelen đã viết, "Isaac Newton là một người dị giáo. Nhưng... ông ấy chưa bao giờ tuyên bố công khai về đức tin riêng của mình - điều mà giới chính thống cho là cực kỳ cấp tiến. Ông ấy đã che giấu đức tin của mình rất tốt đến nỗi các học giả vẫn đang làm sáng tỏ niềm tin cá nhân của ông ấy. " Snobelen kết luận rằng Newton ít nhất là một người đồng tình với học thuyết của Socinus (ông sở hữu và đã đọc kỹ ít nhất tám cuốn sách của Socinus), có thể là một người theo học thuyết Arius và gần như chắc chắn là một chống thuyết Ba Ngôi.
Ở ý kiến thiểu số, T.C. Pfizenmaier đưa ra một quan điểm sắc thái hơn, cho rằng Newton gần gũi hơn với quan điểm của lí thuyết nửa-Arius về Chúa Ba Ngôi rằng Chúa Giê-su Kitô là một "bản thể tương tự" (homoiousios) từ Chúa Cha hơn là quan điểm chính thống rằng Chúa Giê-su Kitô là "bản chất giống nhau "của Chúa Cha (homoousios) như được chứng thực bởi Chính thống giáo Đông phương, Công giáo La Mã và Tin lành hiện đại. Tuy nhiên, kiểu quan điểm này 'cuối cùng đã mất đi sự ủng hộ với các nội dung sẵn có từ các tài liệu thần học của Newton', và bây giờ hầu hết các học giả đều xác định Newton là một người chống thuyết độc thần Ba Ngôi.
Mặc dù các định luật chuyển động và vạn vật hấp dẫn đã trở thành khám phá nổi tiếng nhất của Newton, ông cảnh báo không nên sử dụng chúng để coi Vũ trụ như một cỗ máy đơn thuần, giống như một chiếc đồng hồ vĩ đại. Ông nói, "Vậy thì lực hấp dẫn có thể đưa các hành tinh vào chuyển động, nhưng nếu không có Lực Siêu nhiên thì không bao giờ có thể đưa chúng vào chuyển động tròn như vậy, như chúng quay quanh mặt trời".
Cùng với danh tiếng khoa học của mình, những nghiên cứu của Newton về Kinh thánh và về các Giáo phụ thời đầu của Giáo hội cũng rất đáng chú ý. Newton đã viết các tác phẩm về phê bình văn bản, đáng chú ý nhất là Bản tường thuật lịch sử về hai sự sai lầm đáng chú ý của Kinh thánh (An Historical Account of Two Notable Corruptions of Scripture) và Những quan sát về lời tiên tri của Daniel, và Ngày tận thế của St. John (Observations upon the Prophecies of Daniel, and the Apocalypse of St. John). Ông đã đặt sự kiện đóng đinh Chúa Giêsu Kitô vào ngày 3 tháng 4, năm 33 sau Công Nguyên, điều này đồng ý với một ngày đã được chấp nhận theo truyền thống.
Ông tin vào một thế giới nội tại hợp lý, nhưng ông bác bỏ thuyết vật hoạt (hylozoism) như được hàm ý bởi Leibniz and Baruch Spinoza. Tính trật tự và động lực cho thấy Vũ trụ có thể hiểu được, và phải được hiểu, bởi một lý do chủ động. Trong thư từ của mình, Newton tuyên bố rằng khi viết Principia "Tôi đã để mắt đến những Nguyên lí như vậy có thể có tác dụng với việc xem xét con người có niềm tin của Thần linh". Ông đã nhìn thấy bằng chứng về thiết kế trong hệ thống của thế giới: "Sự đồng nhất tuyệt vời như vậy trong hệ thống hành tinh phải được cho phép hiệu lực của sự lựa chọn". Nhưng Newton nhấn mạnh rằng cuối cùng cần có sự can thiệp của thần thánh để tái lập hệ thống, do tốc độ tăng trưởng chậm của các bất ổn định. Về điều này, Leibniz đã cảnh báo ông: "Chúa toàn năng muốn lên dây cót cho chiếc đồng hồ của ông: nếu không thì nó sẽ ngừng chuyển động. Có vẻ như ông đã không có đủ tầm nhìn xa để biến nó thành chuyển động vĩnh cửu."
Quan điểm của Newton đã được bảo vệ mạnh mẽ bởi người ủng hộ ông là Samuel Clarke trong một bức thư nổi tiếng gửi đến Leibniz. Một thế kỷ sau, công trình Cơ học Thiên thể của Pierre-Simon Laplace đã giải thích một cách tự nhiên cho lý do tại sao các hành tinh quay quanh quỹ đạo không cần đến sự can thiệp định kỳ của thần thánh. Sự tương phản giữa thế giới quan cơ học của Laplace và thế giới quan của Newton là khắc nghiệt nhất khi xem xét câu trả lời nổi tiếng mà nhà khoa học Pháp này đưa ra cho Napoléon, người đã chỉ trích ông vì sự vắng mặt của Đấng Tạo hóa trong Mécanique céleste: "Sire, j'ai pu me passer de cette hypothese" ("Tôi không cần một giả thuyết như vậy ").
Các học giả đã tranh luận rất lâu về việc liệu Newton có phản bác học thuyết về Chúa Ba Ngôi hay không. Người viết tiểu sử đầu tiên của ông, David Brewster, người đã biên soạn các bản thảo của ông, giải thích rằng Newton đặt câu hỏi về tính xác thực của một số đoạn văn được sử dụng để ủng hộ Chúa Ba Ngôi, nhưng không bao giờ phủ nhận học thuyết về Chúa Ba Ngôi như vậy. Vào thế kỷ 20, những bản thảo được mã hóa do Newton viết mà John Maynard Keynes mua lại (và một số những người khác) đã được giải mã và người ta biết rằng Newton đã thực sự bác bỏ thuyết Ba Ngôi.

### Ảnh hưởng đến tư tưởng tôn giáo

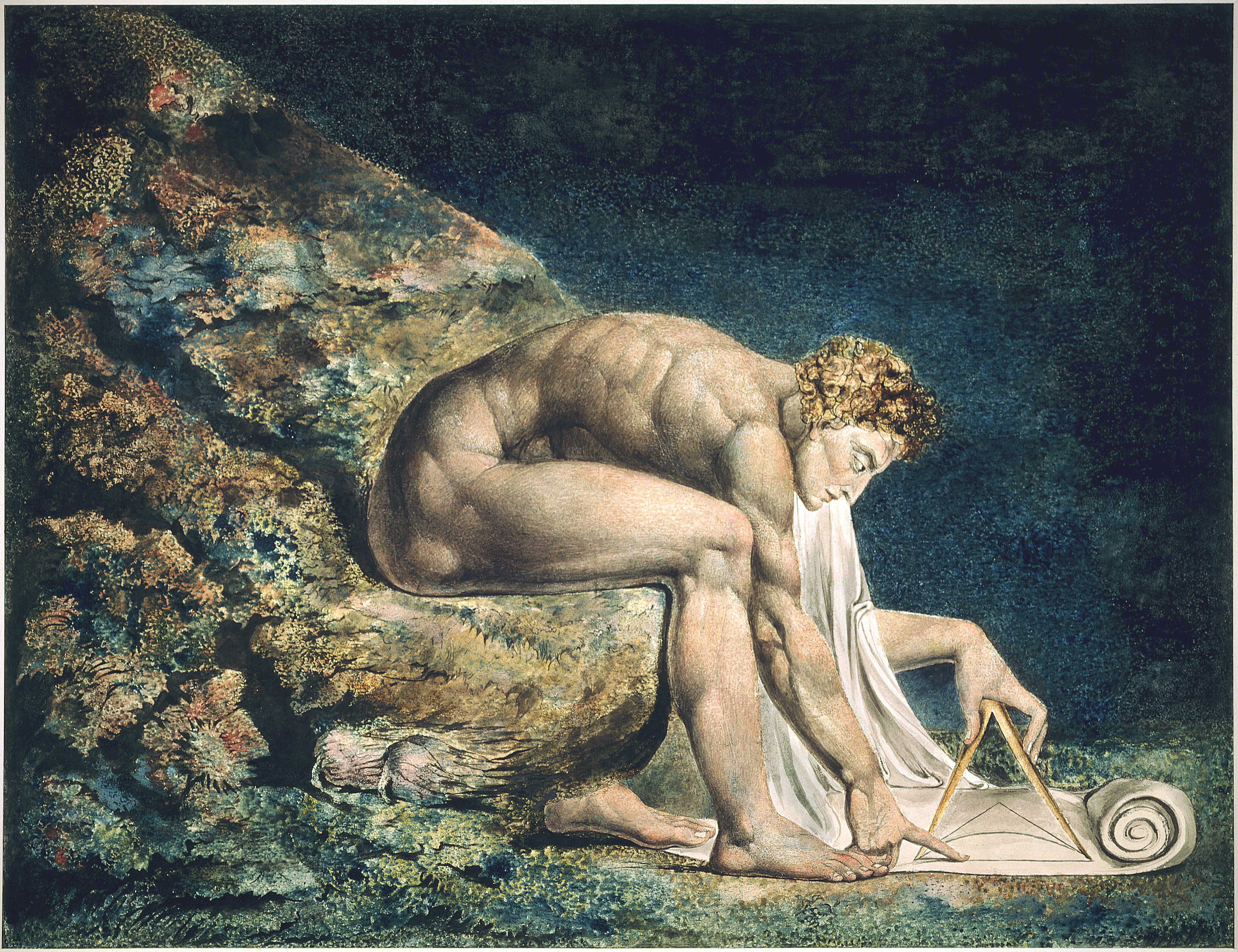
Newton, vẽ bởi William Blake; ở đây, Newton được khắc họa như là một "nhà hình học thần thánh". Bức tranh này hiện đang được lưu giữ bởi Viện Tate.

Phương pháp tiếp cận triết học cơ học của Newton và Robert Boyle đã được những người theo thuyết duy lý quảng bá như một giải pháp thay thế khả thi cho thuyết phiếm thần và chủ nghĩa đam mê, và được chấp nhận một cách ngập ngừng bởi các nhà thuyết giáo chính thống cũng như những nhà thuyết giáo bất đồng chính kiến như những người theo chủ nghĩa tự do. Sự rõ ràng và đơn giản của khoa học được coi là một cách để chống lại những cảm xúc và sự cuồng nhiệt siêu hình học của cả sự mê tín và mối đe dọa của chủ nghĩa vô thần, đồng thời, làn sóng thần thánh thứ hai của thần giáo tự nhiên Anh đã sử dụng những khám phá của Newton để chứng minh khả năng của một "Tôn giáo Tự nhiên".
Các cuộc tấn công chống lại "tư duy ma thuật" trước thời kỳ Khai sáng, và các yếu tố thần bí của Cơ đốc giáo, được đặt nền tảng từ quan niệm cơ học của Boyle về vũ trụ. Newton đã cung cấp cho việc hoàn thiện các ý tưởng của Boyle thông qua các chứng minh toán học và có lẽ quan trọng hơn là đã rất thành công trong việc phổ biến chúng.

### Yếu tố huyền bí
Trong một bản thảo mà ông viết vào năm 1704 (chưa bao giờ có ý định xuất bản), ông đề cập đến ngày 2060, nhưng nó không được coi là ngày cuối cùng. Nó đã bị nhầm lẫn khi cho rằng đây là một dự đoán. Đoạn văn trở lên rõ ràng khi ngày tháng được đọc trong ngữ cảnh. Ông đã chống lại việc thiết lập ngày cho cuối ngày, lo ngại rằng điều này sẽ khiến Cơ đốc giáo trở nên sai lệch.
Vì vậy, sau đó thời gian & nửa thời gian [sic] là 42 tháng hoặc 1260 ngày hoặc ba năm rưỡi, thu lại mười hai tháng đến một năm & 30 ngày đến một tháng như đã được thực hiện trong Lịch [sic] của năm nguyên thủy. Và những ngày tồn tại ngắn ngủi của Quái thú được đặt trong những năm [lâu] vương quốc tồn tại trong khoảng thời gian 1260 ngày, nếu tính từ cuộc chinh phục hoàn toàn của ba vị vua năm 800 AC, sẽ kết thúc vào năm 2060. Nó có thể kết thúc muộn hơn, nhưng tôi thấy không có lý do gì cho nó kết thúc sớm hơn.

Tôi đề cập đến điều này không phải để khẳng định khi nào thì thời điểm kết thúc, mà là để chấm dứt những phỏng đoán hấp tấp của những người hư ảo, những người thường xuyên dự đoán thời điểm kết thúc, và làm như vậy khiến những lời tiên tri thiêng liêng trở nên mất uy tín thường xuyên khi dự đoán của họ không thành công. Đấng Christ đến như một tên trộm trong đêm, và chúng ta không thể biết được thời gian và mùa mà Đức Chúa Trời đã đặt vào ngực mình.

### Giả kim thuật
Trong nhân vật Morton Opperly trong "Siêu nhân tội nghiệp" (1951), tác giả tiểu thuyết suy đoán Fritz Leiber nói về Newton, "Mọi người đều biết Newton như một nhà khoa học vĩ đại. Ít ai nhớ rằng ông đã dành cả nửa đời mình để nghiên cứu giả kim thuật, tìm kiếm hòn đá của các triết gia. Đó là viên sỏi bên bờ biển mà ông ấy thực sự muốn tìm."
Trong số khoảng mười triệu từ được viết trên các bài báo của Newton, khoảng một triệu là liên quan đến thuật giả kim. Nhiều bài viết của Newton về thuật giả kim là bản sao của các bản thảo khác, với các chú thích của riêng ông. Các văn bản giả kim kết hợp kiến thức thủ công với suy đoán triết học, thường ẩn sau các lớp chơi chữ, ngụ ngôn và hình ảnh để bảo vệ bí mật thủ công. Một số nội dung trong các bài báo của Newton có thể bị nhà thờ coi là dị giáo.
Năm 1888, sau mười sáu năm lập danh mục các bài báo của Newton, Đại học Cambridge đã giữ lại một số nhỏ và trả lại phần còn lại cho Bá tước Portsmouth. Năm 1936, một hậu duệ đã rao bán các giấy tờ tại Sotheby's. Bộ sưu tập đã được chia nhỏ và được bán với tổng giá khoảng 9.000 bảng Anh. John Maynard Keynes là một trong khoảng ba chục người đấu giá đã mua được một phần của bộ sưu tập tại cuộc đấu giá. Keynes tiếp tục tập hợp lại ước tính được một nửa bộ sưu tập các bài báo về thuật giả kim của Newton trước khi tặng lại bộ sưu tập của mình cho Đại học Cambridge vào năm 1946.
Tất cả các bài viết được biết đến của Newton về thuật giả kim hiện đang được đưa lên mạng trong một dự án do Đại học Indiana thực hiện: "The Chymistry of Isaac Newton" và được tóm tắt trong một cuốn sách.
Những đóng góp cơ bản của Newton cho khoa học bao gồm việc miêu tả tính toán lực hút hấp dẫn, khám phá ra rằng ánh sáng trắng thực sự là một hỗn hợp của các màu quang phổ bất biến, và thiết lập phép tính vi tích phân. Tuy nhiên, có một khía cạnh khác, bí ẩn hơn đối với Newton được biết đến một cách không đầy đủ, một lĩnh vực hoạt động kéo dài khoảng ba mươi năm cuộc đời của ông, mặc dù ông đã giấu kín điều này với những người cùng thời và đồng nghiệp. Chúng tôi đề cập đến sự tham gia của Newton trong lĩnh vực giả kim thuật, hay nó thường được gọi ở Anh thế kỷ XVII, "chymistry".

Charles Coulston Gillispie phản đối rằng Newton đã từng thực hành thuật giả kim, nói rằng "hóa học của ông nằm trong tinh thần triết học vật thể của Boyle."
Vào tháng 6 năm 2020, hai trang ghi chú của Newton chưa được xuất bản trong cuốn sách của Jan Baptist van Helmont về bệnh dịch, De Peste, đã được bán đấu giá trực tuyến bởi Bonham's. Theo Bonham's, phân tích của Newton về cuốn sách này, cuốn sách mà ông thực hiện ở Cambridge trong khi bảo vệ bản thân khỏi sự lây nhiễm từ năm 1665–1666 ở London, là tuyên bố bằng văn bản quan trọng nhất mà ông đã thực hiện về bệnh dịch hạch. Về phương pháp trị liệu có liên quan, Newton viết rằng "điều tốt nhất là một con cóc bị treo chân trong ống khói trong ba ngày, cuối cùng nó đã nôn ra đất với nhiều loại côn trùng trong đó, vào một đĩa sáp màu vàng, ngay sau khi nó chết. Kết hợp bột cóc với dịch tiết và huyết thanh làm thành viên ngậm, đắp vào chỗ bị đau để xua đuổi lây lan và hút hết chất độc ra ngoài ".

## Các nhà triết học khai sáng
Các nhà triết học Khai sáng đã chọn một lịch sử ngắn của những nhà khoa học trước đó — về cơ bản là Galileo, Boyle và Newton — làm người hướng dẫn và bảo đảm cho việc áp dụng duy nhất các khái niệm về tự nhiên và quy luật tự nhiên vào mọi lĩnh vực vật lí và xã hội thời nay. Về mặt này, những bài học về lịch sử và cấu trúc xã hội được xây dựng dựa trên nó có thể bị loại bỏ.
Chính nhận thức của Newton về vũ trụ dựa trên các quy luật tự nhiên và hợp lý có thể hiểu được đã trở thành một trong những mầm mống cho hệ tư tưởng Khai sáng. Locke và Voltaire áp dụng các khái niệm của định luật luật tự nhiên cho các hệ thống chính trị ủng hộ các quyền nội tại; những người theo chủ nghĩa trọng nông và Adam Smith đã áp dụng các quan niệm tự nhiên về tâm lý học và tư lợi cho các hệ thống kinh tế; và các nhà xã hội học chỉ trích trật tự xã hội hiện tại vì đã cố gắng đưa lịch sử vào các mô hình tiến bộ tự nhiên. Monboddo và Samuel Clarke chống lại các yếu tố trong công trình của Newton, nhưng cuối cùng đã hợp lý hóa nó để phù hợp với quan điểm tôn giáo mạnh mẽ của họ về tự nhiên.

## Giai thoại quả táo rơi
Bản thân Newton thường kể câu chuyện rằng ông đã được truyền cảm hứng để hình thành lý thuyết về lực hấp dẫn của mình khi quan sát và đặt câu hỏi về quả táo rơi từ trên cây. Câu chuyện này được cho là truyền vào kiến thức đại chúng sau khi được Catherine Barton, cháu gái của Newton, trao đổi với Voltaire. Voltaire sau đó đã viết trong cuốn Essay on Epic Poetry (1727), "Sir Isaac Newton đang đi dạo trong khu vườn của mình, đã có ý nghĩ đầu tiên về hệ thống hấp dẫn của mình, khi nhìn thấy một quả táo rơi từ trên cây xuống."
Mặc dù người ta nói rằng câu chuyện về quả táo là một giai thoại và nỗ lực đạt được lý thuyết về lực hấp dẫn của Newton không phải chỉ ở một thời điểm, những người quen của Newton (chẳng hạn như William Stukeley, người có một bản thảo viết năm 1752 đã được cung cấp bởi Hội Hoàng gia Anh) trên thực tế đã xác nhận vụ việc, mặc dù không phải là sự kiện ngụy tạo khi quả táo thực sự rơi trúng vào đầu Newton. Stukeley đã ghi lại trong Hồi ký về Cuộc đời của Sir Isaac Newton (Memoirs of Sir Isaac Newton's Life) một cuộc trò chuyện với Newton ở Kensington vào ngày 15 tháng 4 năm 1726:
Chúng tôi đi vào khu vườn, và uống trà dưới bóng râm của một số cây táo, chỉ có ông và bản thân tôi. giữa những câu chuyện khác, ông nói với tôi, ông ấy cũng đang ở trong hoàn cảnh tương tự, như khi trước đây, ý niệm về lực hấp dẫn xuất hiện trong tâm trí ông ấy. "tại sao quả táo đó luôn phải rơi xuống vuông góc với mặt đất", ông tự nghĩ: vào lúc quả táo rơi xuống, khi ông ngồi trong tâm trạng phấn khởi: "tại sao nó không nên đi ngang, hoặc đi lên? mà liên tục rơi về trung tâm trái đất? chắc chắn rằng lý do là trái đất đã hút nó. phải có sức hút trong vật chất. & tổng sức hút trong vật chất của trái đất phải ở trung tâm trái đất, không phải ở bất kỳ phía nào của trái đất. do đó quả táo này rơi theo phương vuông góc hoặc hướng vào tâm. nếu vật chất hút vật chất thì nó phải tương ứng với số lượng của nó. do đó quả táo hút quả đất, cũng như quả đất hút quả táo."
John Conduitt, trợ lý của Newton tại Xưởng đúc tiền Hoàng gia và là chồng của cháu gái Newton, cũng mô tả sự kiện này khi ông viết về cuộc đời của Newton:
Vào năm 1666, ông lại từ Cambridge về với mẹ ở Lincolnshire. Trong khi ông đang trầm ngâm suy nghĩ trong một khu vườn, ông đã nảy ra ý nghĩ rằng sức hút của trọng lực (đưa một quả táo từ trên cây xuống mặt đất) không bị giới hạn trong một khoảng cách nhất định so với trái đất, mà sức hút này phải mở rộng hơn nhiều như so với nghĩ thông thường. Tự đặt câu hỏi với chính mình là tại sao khoảng cách này không mở rộng đến Mặt trăng & nếu vậy, điều đó phải ảnh hưởng đến chuyển động của Mặt trăng & có lẽ giữ nó trong quỹ đạo của mình, sau đó ông ấy đã tính toán xem tác động của giả thiết đó sẽ là gì.
Từ sổ tay của ông, người ta biết rằng vào cuối những năm 1660 Newton đã bắt đầu bám lấy ý tưởng rằng lực hấp dẫn trên mặt đất có ảnh hưởng mở rộng, theo một tỷ lệ nghịch bình phương, lên Mặt trăng; tuy nhiên, ông đã mất hai thập kỷ để phát triển thành lý thuyết chính thức. Câu hỏi đặt ra không phải là liệu lực hấp dẫn có tồn tại hay không, mà liệu nó có mở rộng ra xa khỏi Trái đất đến mức nó cũng có thể là lực giữ Mặt Trăng quay trên quỹ đạo của nó hay không. Newton đã chỉ ra rằng nếu lực giảm đi dưới dạng bình phương nghịch đảo của khoảng cách, có thể thực sự tính được chu kỳ quỹ đạo của Mặt trăng và nhận được kết quả khớp khá tốt với quan sát. Ông đoán lực tương tự cũng chịu trách nhiệm cho các chuyển động quỹ đạo khác, và do đó đặt tên cho nó là "vạn vật hấp dẫn".
Nhiều cây khác nhau được cho là "cây" mà Newton đã mô tả. Trường King, Grantham tuyên bố rằng cây đó đã được mua bởi trường học, nhổ gốc và vận chuyển đến khu vườn của hiệu trưởng vài năm sau đó. Các nhân viên của trang viên Woolsthorpe thuộc sở hữu của National Trust (hiện nay) phủ nhận điều này và cho rằng một cây táo có trong khu vườn của họ là cây được mô tả bởi Newton. Một hậu duệ của cây gốc còn tồn tại và trồng ở bên ngoài cổng chính của Đại học Trinity, Cambridge, bên dưới căn phòng mà Newton đã sống khi ông học ở đó. Tổ chức sưu tập Trái cây Quốc gia của Anh tại Brogdale ở Kent có thể cung cấp các cây ghép từ cây của họ, có vẻ giống với cây từ vùng Kent, một giống được dùng để nấu ăn.

## Các công trình nghiên cứu

### Công bố lúc ông còn sống
- De analysi per aequationes numero terminorum infinitas (1669, published 1711)[169]
- Of Natures Obvious Laws & Processes in Vegetation (unpublished, c. 1671–75)[170]
- De motu corporum in gyrum (1684)[171]
- Philosophiæ Naturalis Principia Mathematica (1687)[172]
- Scala graduum Caloris. Calorum Descriptiones & signa (1701)[173]
- Opticks (1704)[174]
- Reports as Master of the Mint (1701–1725)[175]
- Arithmetica Universalis (1707)[175]

### Công bố sau khi ông qua đời
- De mundi systemate (The System of the World) (1728)[175]
- Optical Lectures (1728)[175]
- The Chronology of Ancient Kingdoms Amended (1728)[175]
- Observations on Daniel and The Apocalypse of St. John (1733)[175]
- Method of Fluxions (1671, published 1736)[176]
- An Historical Account of Two Notable Corruptions of Scripture (1754)[175]

### Các tác phẩm chính
- Newton, Isaac. The Principia: Mathematical Principles of Natural Philosophy. University of California Press, (1999)
  - Brackenridge, J. Bruce. The Key to Newton's Dynamics: The Kepler Problem and the Principia: Containing an English Translation of Sections 1, 2, and 3 of Book One from the First (1687) Edition of Newton's Mathematical Principles of Natural Philosophy, University of California Press (1996)
- Newton, Isaac. The Optical Papers of Isaac Newton. Vol. 1: The Optical Lectures, 1670–1672, Cambridge University Press (1984)
  - Newton, Isaac. Opticks (4th ed. 1730) online edition
  - Newton, I. (1952). Opticks, or A Treatise of the Reflections, Refractions, Inflections & Colours of Light. New York: Dover Publications.
- Newton, I. Sir Isaac Newton's Mathematical Principles of Natural Philosophy and His System of the World, tr. A. Motte, rev. Florian Cajori. Berkeley: University of California Press (1934)
- Whiteside, D.T. biên tập (1967–1982). The Mathematical Papers of Isaac Newton. Cambridge: Cambridge University Press. ISBN 978-0-521-07740-8. – 8 volumes.
- Newton, Isaac. The correspondence of Isaac Newton, ed. H.W. Turnbull and others, 7 vols (1959–77)
- Newton's Philosophy of Nature: Selections from His Writings edited by H.S. Thayer (1953; online edition)
- Isaac Newton, Sir; J Edleston; Roger Cotes, Correspondence of Sir Isaac Newton and Professor Cotes, including letters of other eminent men, London, John W. Parker, West Strand; Cambridge, John Deighton (1850, Google Books)
- Maclaurin, C. (1748). An Account of Sir Isaac Newton's Philosophical Discoveries, in Four Books. London: A. Millar and J. Nourse
- Newton, I. (1958). Isaac Newton's Papers and Letters on Natural Philosophy and Related Documents, eds. I.B. Cohen and R.E. Schofield. Cambridge: Harvard University Press
- Newton, I. (1962). The Unpublished Scientific Papers of Isaac Newton: A Selection from the Portsmouth Collection in the University Library, Cambridge, ed. A.R. Hall and M.B. Hall. Cambridge: Cambridge University Press
- Newton, I. (1975). Isaac Newton's 'Theory of the Moon's Motion' (1702). London: Dawson